# Kanji
Les kanjis (漢字) sont des signes dont le rôle est d'écrire la langue japonaise, identiques ou similaires aux sinogrammes (caractères chinois) utilisés pour les langues chinoises. Le japonais s'écrit principalement par l'association des kanjis aux kanas (les syllabaires hiragana et katakana), tandis que les lettres latines (pour les sigles, etc.) et les chiffres arabes, entre autres, sont employés de manière plus accessoire.
Les kanjis sont considérés comme des logogrammes, puisqu'en principe un caractère représente une unité de signification, c'est-à-dire un mot ou un morphème japonais — un morphème étant une entité minimale de signification. Les lectures (読み, yomi) attachées aux caractères matérialisent la dimension sonore de chacune de ces unités de signification, en ce sens qu'elles désignent à la fois la prononciation et la représentation écrite en phonogrammes (kanas, lettres latines) de leur signifiant.
Néanmoins, la relation avec les morphèmes / mots n'est pas de un pour un, à savoir qu'un kanji est fréquemment doté de plusieurs lectures. Les lectures dérivent soit de langues chinoises anciennes (morphèmes sinoxéniques), soit de la langue japonaise native (yamato kotoba), laquelle n'a pas de lien de parenté avec les langues chinoises. Par exemple, le kanji 講 n'a qu'une lecture, puisqu'il ne renvoie qu'au morphème sinoxénique kō, « expliquer ». En revanche, 岳 représente à la fois gaku (sinoxénique) et take ou dake (japonais natif), qui se traduisent par « haute montagne ». Ce foisonnement rend cette écriture fortement contextuelle et la maîtrise des kanjis assez ardue, tout en donnant accès à plus de clarté et de nuances.
Les effectifs des signes utilisés en pratique sont importants et les graphies sont relativement complexes. En outre, les usages ayant trait aux kanjis sont normés ou encadrés par des politiques propres au Japon, notamment à travers la liste des 2 136 jōyō kanji (kanjis d'usage courant).

## Étymologie du mot «kanji»
Le mot « kanji » est emprunté à la romanisation du terme japonais 漢字 (kanji), lequel signifie littéralement caractère (字, ji) de l'Empire han (漢, kan). Par glissement sémantique, 漢 désigne aussi ce qui se rapporte au monde chinois en général ; ainsi, « kanji » équivaut à « caractère chinois » ou « sinogramme ».
Le terme est attesté en japonais au début du XIIIe siècle dans le Kojidan. Auparavant, les sinogrammes étaient appelés mana, en opposition aux kanas. On trouve aussi les appellations honji et otoko moji, entre autres.
Si le terme kanji, en français, ne désigne que les sinogrammes utilisés en japonais, et non, par exemple, en chinois, son sens initial dans la langue japonaise n'a pas cette limitation.
Plus anecdotiquement, « kanji » ne doit pas être confondu avec Cang Jie, le nom de l'inventeur légendaire des sinogrammes, qui se prononce approximativement « Tsang Tchié » (et non « Kang Ji » ou encore « Kan Ji »).

## Origine et nature

### Diffusion au Japon de l'écriture chinoise

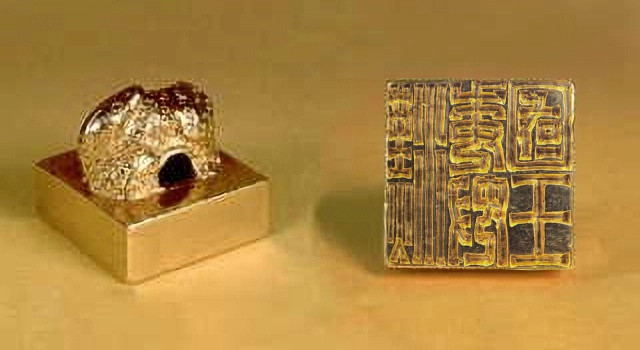
Photographie composite montrant deux aspects du sceau du roi de Na.

Au IIIe siècle av. J.-C., l'écriture chinoise fut unifiée par le premier empereur de Chine, au travers du style petit sceau ; puis, le style des clercs, plus facile à écrire, devint dominant durant l'époque de l'Empire han (de 206 av. J.-C. à 220 apr. J.-C.). Les habitants de l'archipel japonais ont vraisemblablement eu leurs premiers contacts avec les caractères chinois autour de cette époque — cf. le célèbre sceau du roi de Na découvert sur l'île de Shikanoshima.
L'histoire de l'introduction de l'écriture au Japon montre qu'avant de servir à noter la langue des Japonais, les caractères chinois furent longtemps confinés à des usages symboliques (voire décoratifs) ou employés pour rédiger des textes en chinois, sans doute par des élites lettrées venues du continent. On trouve des inscriptions en sinogrammes sur diverses poteries, monnaies et tablettes (mokkan). Les premiers mots japonais à être écrits furent des noms propres, à l'instar des inscriptions gravées sur l'épée d'Inariyama, datant du Ve siècle. L'usage des sinogrammes pour transcrire la langue japonaise proprement dite (cf. section dédiée) est plus tardif : le plus ancien livre contenant des passages entiers en japonais qui nous soit parvenu est le Kojiki (712).
Le récit traditionnel considère que l'on doit au lettré Wani l'enseignement des caractères chinois auprès de la cour impériale japonaise. Ce dernier, selon les annales officielles Nihon Shoki (720), serait venu du Kudara (Baekje), un royaume qui était situé au Sud-Ouest de la péninsule coréenne, en l'an 16 du règne de l'empereur Ōjin — soit autour du IVe siècle.

### Origine logosyllabique

Pictogramme (style bronze) pour le mot signifiant « cheval »

Selon le paléographe Qiu Xigui, les premières briques des caractères chinois, qui peuvent être qualifiées d'iconiques dans la mesure où leurs formes suggèrent visuellement leur sens, sont des représentations picturales remontant à la proto-écriture ; Qiu y distingue les dessins figuratifs, les formes géométriques abstraites et les signes reposant sur des relations analogiques. Par ailleurs, il mentionne également quelques signes purement conventionnels.
Ces éléments primitifs ont ensuite été complétés par de nouvelles formations du même type ainsi que par un vaste ensemble de caractères composé de réutilisations phonétiques et de compositions amenant progressivement à la constitution d'un système d'écriture capable de coder une partie significative, voire la majeure partie, des mots de la langue chinoise archaïque. On parle d'écriture logosyllabique, étant donné que chaque mot de cette langue, en principe monosyllabique, s'écrit avec un caractère.
À titre d'exemple, le signe graphique 馬, un pictogramme dont une forme archaïque est présentée ci-contre, fut adopté pour représenter le mot signifiant « cheval » dans la langue d'alors (*mˤraʔ). Ainsi, dans le cadre du système sinographique originel, un caractère représente un mot — donc un signe linguistique — lequel exprime un contenu sémantique (le signifié), dénommé 字義 (jigi) en japonais.
Les jigi sont souvent multiples, notamment en raison du phénomène appelé en japonais kasha et des dérivations sémantiques, tels que présentés dans cette section.

### Un système plus complexe en japonais
On observe encore aujourd'hui une cohérence en chinois entre entre les caractères, les morphèmes et les syllabes. Toutefois, ainsi que l'illustre le tableau ci-dessous, cette description ne sied pas aux au cas japonais ; les sinogrammes étant initialement exogènes au japonais, leur adaptation à cette langue a généré une plus grande complexité qu'en chinois.
|                                     | Chinois (principe général)                                | Japonais (principe général) |
| ----------------------------------- | --------------------------------------------------------- | --- |
| Lien avec les morphèmes (ou mots)   | Pour chaque morphème on a un caractère, et vice-versa.    | Chaque caractère est en correspondance avec un, ou, plus souvent, plusieurs morphèmes / mots (cf. la multiplicité des lectures en japonais). Le choix entre ces morphèmes / mots dépendra du contexte. |
| Lien avec la rythmique de la langue | La prononciation d'un caractère correspond à une syllabe. | La prononciation d'un kanji peut s'étaler sur plusieurs syllabes. Plus spécifiquement, cette prononciation correspond à une more du japonais ou à une série de mores. Une more est une durée unitaire utilisée dans le cadre de la phonologie du japonais. Par exemple, le japonais ni pour le kanji 二 est monomorique ; inu, pour 犬, est bimorique (i + nu). |
| Exemple avec le caractère 榛        | Un unique morphème d'une syllabe : zhēn                   | Plusieurs morphèmes : shin : deux mores hashibami : quatre mores hari (variante : han) : deux mores |

### Dualité logogramme–idéogramme
On qualifie généralement les kanjis de logogrammes (ou, parfois, de morphogrammes), car leur rôle fondamental est de noter un mot ou un morphème japonais ; la nature d'un kanji va donc au-delà du simple renvoi à une ou plusieurs idées.
Cela dit, les kanjis sont aussi parfois décrits comme des idéogrammes, puisque, comme vu plus haut, chaque caractère est relié à au moins un jigi, c'est-à-dire une notion ou un concept, ce qui les oppose aux phonogrammes, typiquement les lettres d'un alphabet ou les syllabaires, lesquels sont dépourvus de contenu sémantique propre. Bien que cette propriété découle directement de leur nature logographique, il demeure pertinent de souligner la dimension idéographique, notamment dans des contextes où le kanji symbolise une idée générale ou un champ sémantique plus vaste, sans renvoyer directement à un mot précis, ou dans certaines formations ou créations lexicales fondées sur le sens intrinsèque des caractères.
Ainsi, face à un mot inconnu écrit en kanjis, il arrive qu'il soit possible d'en deviner la signification, au moins approximativement, à travers l'observation des sens de chacun des kanjis le composant,  indépendamment de leurs lectures — par exemple, la signification du mot 語源 (étymologie) peut être devinée si l'on sait que 語 et 源 signifient respectivement « mot » et « source ».

### Diversité sémantique
Le phénomène dit kasha, consistant à utiliser phonétiquement les sinogrammes par le biais de similitudes sonores entre mots du chinois archaïque, fut déterminant dans les premières phases de la constitution du système d'écriture en Chine, car le panel de caractères de type iconique ne suffisait pas à couvrir l'ensemble du lexique. Cela a conduit à ce que certains sinogrammes soient en pratique dotés de multiples sens (jigi). Les sens originaux de certains caractères ont pu être perdus ou être tombés en désuétude, à l'instar de 四 (quatre) ou 北 (nord) qui signifiaient autre chose au moment de leur apparition. Cepandant, dans un second temps, les kasha se sont raréfiés, car une partie de ces sinogrammes ont produit des compositions phono-sémantiques (keisei), avec une redistribution des sens entre les sinogrammes originels et les compositions qui en dérivent — l'ensemble conservant en principe des prononciations identiques ou similaires.
| 年 | année, époque, récolte                                        |
| 会 | rencontrer, se réunir, occasion, compréhension, compter       |
| 自 | soi-même, tout seul, commencement                             |
| 天 | ciel, astre, nature, empereur, climat, destin, kamis célestes |

Les jigi incluent aussi les sens issus de dérivations sémantiques (que certaines sources désignent par le terme tenchū, reprenant la notion chinoise classique de zhuǎnzhù) : par exemple, le sinogramme 道, signifiant « chemin », employé par derivation pour « morale ». Le phénomène par lequel le vocabulaire chinois est devenu de plus en plus des mots écrits avec deux caractères ou plus (polysyllabification du chinois) a amplifié cette diversification sémantique.
De plus, dans certains cas, des sens spécifiques à la langue japonaise (cf. kokkun) ou adaptés à des conceptions plus modernes sont apparus et s'ajoutent aux autres jigi préexistants.
Il arrive donc que des caractères, notamment parmi les caractères élémentaires, possèdent une large collection de sens (cf. tableau ci-dessus). Leurs liens ne sont pas nécessairement apparents, le plus souvent en raison de l'ancienneté de ces divergences. Les dictionnaires dédiés (kanji jiten, kan-wa jiten) constituent une ressource nécessaire pour vérifier ou explorer les sens des kanjis.

### Multiplicité des lectures
Nota: pour une description détaillée des lectures, voir cette partie de l'article.
Un kanji permet de représenter à l'écrit un signe linguistique (un mot ou un morphème japonais), dont le signifiant est matérialisé au niveau sonore par la « lecture » (yomi) du kanji. De plus, une caractéristique essentielle du système d'écriture japonais est qu'un sinogramme y possède fréquemment plusieurs lectures. Il n'est pas rare en effet qu'un même caractère note plusieurs morphèmes d'origine sinitique (correspondant à différentes strates d'influences de langues chinoises), ainsi que plusieurs morphèmes ou mots strictement nippons. Ces éléments sinitiques sont parfois difficiles à saisir uniquement par leur prononciation (un peu comme une racine grecque en français, peu évocatrice pour le non-spécialiste), mais leur regroupement sous un même caractère, c'est-à-dire une même forme écrite, avec des éléments strictement japonais, généralement issus du vocabulaire de base compréhensible par tous, aura tendance à rendre leur compréhension plus accessible.
On peut donc analyser un kanji non seulement sur le plan sémantique, mais aussi sur le plan de ses lectures. Par exemple, le caractère 風 possède plusieurs lectures qui entrent dans la composition de nombreux mots (cf. tableau ci-dessous). De plus, une valeur sémantique (jigi) attachée à un kanji peut être commune à toutes ses lectures — par exemple, toutes les lectures de 風 contiennent le sens de « vent » (kaze) — ou limitée à une partie des lectures.
| 風                         | fū ふう                  | fu (bu) ふ（ぶ） | kaze かぜ                | kaza かざ        |
| -------------------------- | ------------------------ | ---------------- | ------------------------ | ---------------- |
| ≈ « vent »                 | 台風 tai‧fū              | 屛風 byō‧bu      | 風，北風 kaze, kita‧kaze | 風車 kaza‧guruma |
| ≈ « apparence »            | 風，風景 fū, fū‧kei      | -                | -                        | -                |
| ≈ « charme »               | 風致 fū‧chi              | 風情 fu‧zei      | -                        | -                |
| ≈ « coutume » ou « style » | 風習，画風 fū‧shū, ga‧fū | -                | -                        | -                |

### Kanjis créés au Japon

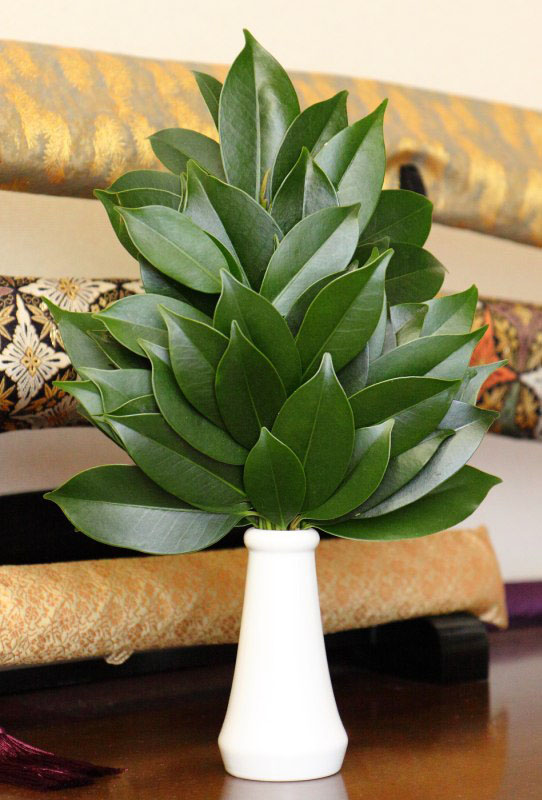
榊 (sakaki)

On trouve aussi une petite proportion de kanjis dits kokuji, qui ont été forgés au Japon. Par exemple, 榊 (sakaki), qui désigne l'arbre présenté en offrande dans les rites shintoïstes, est un kanji apparu au Japon ; il provient de la fusion des caractères 木 et d'une variante de 神, respectivement « arbre » et « divinité ». Les dix caractères listés ci-dessous constituent les dix kokuji qui appartiennent aux kanjis d'usage courant (jōyō kanji).
Principaux kokuji :
腺 : glande ; 匂 : odeur ; 栃 : marronnier du Japon ; 働 : travailler ; 塀 : mur ; 峠 : col ; 搾 : presser ; 枠 : cadre ; 畑 : champ ; 込 : insérer
En dépit de l'existence des kokuji, les kanjis dans leur totalité sont classés dans un ensemble plus vaste désigné sous le terme générique de « caractères chinois » ou « sinogrammes », conformément à leur origine commune et aux profondes similitudes que l'on continue d'observer de nos jours sur les plans graphique et sémantique.

## Emploi

### Combinaison avec les syllabaires
| 元号は、皇位の継承があった場合に限り改める。 (Les caractères soulignés correspondent aux kanjis.) |

Kanas (syllabaires) et kanjis se combinent dans le modèle kanji kana majiribun qui, schématiquement, consiste à utiliser les kanjis pour écrire les éléments lexicaux les plus importants, tandis que l'habillage grammatical de la phrase est écrit en kanas.
Ainsi, typiquement, les substantifs (noms) sont écrits à l'aide d'un kanji ou d'une chaîne de kanjis, tandis que les mots grammaticaux sont écrits en hiraganas. Les verbes ainsi que d'autres mots variables — tout comme les mots dérivant de mots variables — suivent le plus souvent un modèle combinant un kanji représentant le mot (par exemple, le verbe), suivi d'un ou de plusieurs hiraganas dont la présence permet de distinguer les différentes formes infléchies de ce mot ; les hiraganas utilisés de cette manière sont désignés par le terme okurigana.

### Avantages des kanjis en pratique
En toute rigueur, il convient donc de considérer les kanjis comme un système singulier et propre à l'écriture japonaise qui s'est progressivement éloigné de son modèle sinitique. Les kanjis sont aujourd'hui remarquablement bien adaptés à la langue nipponne, et l'idée de cesser d'utiliser ces caractères paraît peu concevable. En particulier, bien qu'il soit techniquement possible de se passer des kanjis pour écrire la langue japonaise, en écrivant tous les mots en kanas, le japonais a d'ordinaire recours à de nombreux kanjis. Ceci est dû à l'histoire même de la langue japonaise, mais on comprend mieux cette situation à la lumière des multiples avantages que les kanjis offrent.
Premièrement, le lien fort qu'il y a entre un signe et son ou ses sens renforce la capacité des textes japonais à transmettre du sens de manière rapide et claire (« visibilité sémantique »). Ceci est à mettre en relation avec les liens cognitifs étroits qui unissent le signe, ses lectures purement autochtones et celles d'origine sinitique (cf. la section sur la multiplicité des lectures et l'idée de « conteneur graphique »). Contrairement à une idée reçue, cela n'est pas tant dû à la dimension picturale des caractères (ou d'une partie d'entre eux), même si les logiques graphiques restent fondamentales pour la mémorisation des kanjis.
Cette visibilité sémantique offerte par les kanjis contribue à limiter la dérive du sens des mots, tout en offrant des possibilités étendues de création lexicale. En effet, la connaissance de l'étymologie d'une partie importante du vocabulaire nippon est facilitée par la présence des kanjis, tandis que les morphèmes — en particulier les morphèmes sinoxéniques, le plus souvent monosyllabiques — permettent, par leur combinaison, de créer un vocabulaire économe en espace et dont le sens peut parfois être aisément déchiffré.
D'autre part, l'alternance de kanjis et de kanas aide à distinguer les mots malgré l'absence d'espaces au sein des phrases. Par exemple, la phrase « Shiroi neko o mita », qui peut se traduire par « J'ai vu un chat blanc. », s'écrira : しろいねこをみた — en kanas uniquement — ou, de manière plus habituelle, 白い猫を見た — en kanas et kanjis. Les kanjis 白, 猫, et 見 (respectivement « blanc », « chat » et « voir ») portent les principaux sens, tandis que les autres caractères (hiraganas) sont des éléments grammaticaux (la terminaison adjectivale い, la particule を et l'auxiliaire た). Cet exemple illustre également le fait que les kanjis permettent généralement de réduire le nombre de signes et donc la place prise par le texte.
Un dernier aspect, mais non des moindres, est que les kanjis rendent l'écriture moins ambigüe en offrant une distinction à l'écrit entre vocables homophones et nuances au sein de termes polysémiques (cf. la section dédiée ci-dessous).

### Réduction de l'ambiguïté
Il existe en japonais de nombreux homophones qui seraient aussi homographes sans le recours à l'écriture en kanjis, un peu comme si « haut » et « eau » avaient la même orthographe en français.
| Kanji          | Kana       | Romanisation   | Traduction                        |
| -------------- | ---------- | -------------- | --------------------------------- |
| 式 指揮 士気   | しき "     | shiki shi‧ki " | Cérémonie Direction Motivation    |
| 行動 公道 講堂 | こうどう " | kō‧dō "        | Action Voie publique Amphithéâtre |
| 川 皮          | かわ "     | kawa "         | Rivière Cuir                      |

De plus, la polysémie de certains mots se traduit par des choix de kanjis différents en fonction de la nuance exprimée ; ce dernier phénomène est connu sous le terme de dōkun iji (même kun, différents caractères) ; selon les cas, ces nuances peuvent être nettes, ou au contraire floues. Les cas de dōkun iji abondent, même si les listes officielles de kanjis ont quelque peu restreint les usages.
| Mot      | Nuance 1                                                             | Nuance 2                                                        |
| -------- | -------------------------------------------------------------------- | --------------------------------------------------------------- |
| fune     | Dans le sens de « embarcation de petite taille » ce mot s'écrit : 舟 | Dans le sens plus général de « bateau » ce mot s'écrit : 船     |
| yo‧i     | Dans le sens de « de bonne qualité » ce mot s'écrit : 良い           | Dans le sens de « bon moralement » ce mot s'écrit : 善い        |
| ayama‧ru | Dans le sens de « se tromper » ce mot s'écrit : 誤る                 | Dans le sens de « présenter des excuses » ce mot s'écrit : 謝る |

### Limites des kanjis en pratique
En pratique, il arrive que certains mots pouvant théoriquement s'écrire avec un ou plusieurs kanjis ne fassent pas appel à une partie ou à la totalité de ceux-ci ; par exemple, le verbe « approcher (sa main) », kazasu, est généralement écrit かざす et non 翳す, parce que le kanji 翳 est difficile et mal connu — ce kanji n'est par ailleurs pas un jōyō kanji (kanji officiel d'usage courant).
D'autre part, certains mots grammaticaux ou verbes basiques, bien que pouvant être écrits avec des kanjis simples, sont souvent volontairement écrits en kanas. Par exemple, les directives sur les textes émis par l'administration publique (公用文, kōyōbun) demandent d'utiliser la forme en kanas かつ plutôt que 且つ pour écrire la conjonction katsu, bien que le kanji 且 figure avec la lecture katsu dans la liste des kanjis officiels. À l'inverse, il est indiqué qu'il faut écrire l'adverbe amari 余り plutôt que あまり, bien que la presse écrite privilégie la version en kanas. Quant au verbe aru (avoir, se trouver), il s'écrit dans la plupart des contextes en hiraganas (ある) et non sous les formes 有る ou 在る.
Il arrive aussi que des mots soient volontairement écrits sans kanjis, avec le souci de ne pas surcharger le texte en sinogrammes par rapport aux kanas : dans certains cas, on préférera maintenir la proportion de kanjis sous un certain seuil, par exemple trente ou quarante pour cent, avant tout pour des raisons d'esthétique. Un texte contenant une très haute proportion de kanjis sera parfois vu comme difficile à lire.

## Lectures

### Dépendance au contexte
En principe, lire un kanji revient à connaître sa prononciation, c'est-à-dire la valeur phonologique qu'il convient de lui attacher — une more ou un groupe de mores. Toutefois, généralement, cette valeur n'est pas prédictible en l'absence de contexte, à savoir que la majorité des kanjis sont pourvus d'au moins deux ou trois lectures.
Ainsi, certains kanjis d'usage courant peuvent avoir moult lectures possibles ; on trouve par exemple le kanji 生 (« vivre », « la vie », etc.) dont les lectures officielles sont sei, shō, ikasu, ikiru, ikeru, umareru, umu, ou, haeru, hayasu, ki et nama, soit douze lectures officielles.
Souvent, donc, déterminer la lecture d'un kanji suppose d'avoir identifié correctement le mot pour lequel il est employé. Il faut pour cela observer un ou plusieurs signes situés à son voisinage, voire juger plus largement en fonction du contexte.
Par exemple, 風, utilisé seul, peut se lire soit kaze (le mot « vent »), soit fū (le mot « apparence ») ; il est donc nécessaire de deviner, grâce au contexte, lequel de ces mots est codé par 風 pour parvenir à lire ce kanji.
Au contraire, si le kanji que l'on cherche à lire est utilisé au sein d'un mot composé de plusieurs caractères, il convient d'abord d'identifier globalement le mot — souvent, soit deux kanjis, soit un kanji suivi de kanas (okurigana) —, puis d'en déduire les lectures de chaque kanji le composant. Par exemple, face au mot 経済, on ne se soucie pas des sens respectifs de 経 et 済, sauf à vouloir faire une recherche précise de l'étymologie de ce mot. La paire de caractères 経済 est au contraire identifiée comme une unité dotée d'un sens, à savoir le mot japonais keizai (qui signifie « économie »), ce qui implique de choisir la lecture kei pour le kanji 経 et la lecture zai pour le kanji 済 — 経 possède aussi d'autres lectures apparaissant dans d'autres mots, idem pour 済. Néanmoins, il existe quelques composés ambigus, dont les exemples suivants :
| Composé | Lecture (1) → sens (1)                            | Lecture (2) → sens (2)                                 |
| 仮名    | ka‧mei → pseudonyme                               | ka‧na → syllabaire japonais                            |
| 赤子    | aka‧go → bébé                                     | seki‧shi → peuple (du point de vue d'un monarque)      |
| 何人    | nani‧bito ou nan‧pito → quiconque                 | nan‧nin → combien de personnes                         |
| 御所    | go‧sho → palais impérial                          | Go‧se → Gose (ville située dans la préfecture de Nara) |
| 一時    | ichi‧ji → une heure (du matin ou de l'après-midi) | it‧toki → un instant                                   |

Plus marginalement, il existe des mots composés de plusieurs kanjis dont la lecture n'est pas sécable caractère par caractère (cf. lectures jukujikun). Par exemple, le mot 無花果 (figue) se lit ichijiku, mais il n'est pas possible de découper cette lecture selon les trois caractères 無, 花 et 果.

### Lectures sino-japonaises (on) et japonaises (kun)
L'étude et utilisation dans l'Antiquité du chinois littéraire (kanbun) donna naissance aux lectures sino-japonaises des kanjis, dites lectures on (音読み, on-yomi), qui s'affranchirent du cadre strict des textes en chinois à mesure que le japonais de l'époque s'enrichissait de vocables empruntés au kanbun. Les lectures on sont également qualifiées de « sinoxéniques », ce qui souligne qu'il s'agit de lectures originaires des langues sinitiques (chinoises) mais utilisées dans une langue (le japonais) qui est extérieure au groupe des langues sinitiques.
D'autre part, lorsque le sens associé au sinogramme était identique à celui d'un mot pré-existant dans la langue japonaise originelle (yamato kotoba), le kanji put être traduit, impliquant une lecture du caractère « à la japonaise » ; ce sont les lectures dites kun (訓読み, kun-yomi).
La plupart des kanjis ont de ce fait au moins deux lectures possibles : on et kun. Ce n'est toutefois pas une règle absolue, et l'on trouve des kanjis sans lecture on comme 鰯 (iwashi, sardine) ; ce dernier est un kanji créé au Japon. À l'inverse, un caractère comme 菊 (chrysanthème) n'avait pas d'équivalent dans le vocabulaire japonais au moment de son introduction ; il n'a de ce fait qu'une lecture on, à savoir kiku.
En tendance, on constate que les mots écrits avec un seul kanji font plutôt appel à des lectures kun, les lectures on étant au contraire fréquentes au sein des mots composés de deux kanjis ou plus (熟語, jukugo). Par exemple :
- 海 (umi), mer (lecture kun)
- 綿 (wata), coton (lecture kun)
- 海綿 (kai‧men), éponge (lectures on ; comparer avec les lectures de son équivalent 海绵 dans des langues sinitiques contemporaines : hǎi‧mián en mandarin, hói‧mièn en hakka)

Cependant, cette observation est à nuancer car il existe en particulier un grand nombre de composés jukugo n'arborant que des lectures kun, à l'instar du mot 川上 (kawa‧kami, amont). Du reste, on trouve aussi de nombreux jukugo hybrides : par exemple, en cuisine, 豚肉 (buta‧niku, porc) et 鳥肉 (tori‧niku, volaille) sont lus avec une lecture kun du premier kanji et une lecture on du second ; on parle de lectures yutō (湯桶読み, yutō-yomi). À l'opposé, on trouve les lectures dites jūbako (重箱読み, jūbako-yomi), qui suivent un modèle on plus kun, comme avec le mot 番組 (ban‧gumi, programme).
Certaines lectures sont plurisyllabiques. On observe les tendances suivantes :
- les lectures kun sont en majorité plurisyllabiques[ao] ; par exemple : umi, yama, hikari, tamashii ;
- les lectures on sont souvent monosyllabiques ; par exemple, kan, kō, shi[ap]. La langue japonaise possédant un répertoire de syllabes relativement limité, il s'ensuit que de nombreux kanjis partagent des lectures on communes ; par conséquent, de nombreux mots composés de deux kanjis sont homophones. On notera néanmoins que les lectures on de deux syllabes ne sont pas particulièrement rares, comme vu plus haut avec la lecture niku de 肉[aq].

### Classification des lectureson
L'importation depuis le monde chinois des sinogrammes s'étant faite vis-à-vis de différents États ou régions lors d'époques différentes, une partie des kanjis ont plusieurs lectures sino-japonaises (lectures on) qui correspondent, dans certains cas, à des sens différents. Les dictionnaires distinguent généralement quatre catégories de lecture on : go-on, kan-on, tō-on et kan'yō-on (cf. tableau ci-dessous). On notera que les prononciations d'origine n'ont été qu'approximativement rendues dans le système phonétique japonais, très différent de ceux de la Chine, ignorant notamment les tons. De plus, le système phonétique japonais, bien que relativement stable, a lui-même connu quelques évolutions à travers les siècles.
|           | Origines, exemples |
| Go-on     | Les lectures des Wu (呉音, go-on) introduisirent principalement des termes bouddhistes. Ces lectures sont considérées comme originaires du royaume de Wu, au Centre-Est de l'espace chinois, bien qu'elles aient pu être influencées par les usages dans péninsule coréenne, selon certains chercheurs tels T. Okimori (ja) ou Y. Fujii (ja). Un nombre important de lectures go-on se retrouvent cependant dans le vocabulaire courant actuel. - ge dans 下落 (ge‧raku, baisse) - gyō dans 行事 (gyō‧ji, évènement) |
| Kan-on    | Les lectures des Han (漢音, kan-on), introduites entre le VIIe et le VIIIe siècle, à l'époque des dynasties chinoises Sui et Tang ; elles reflètent pour la plupart le langage de la capitale de l'époque, Chang'an. Il s'agit du groupe le plus nombreux. - ka dans 降下 (kō‧ka, descente) - kō dans 飛行機 (hi‧kō‧ki, avion) |
| Tō-on     | Les lectures des Tang (唐音, tō-on), introduites plus tardivement entre les époques de Heian et d'Edo. En dépit de la longueur de la période, ces lectures sont relativement rares, l'essentiel des apports depuis le continent ayant été fait auparavant. - ton dans 布団 (fu‧ton, matelas japonais) - su dans 椅子 (i‧su, chaise) |
| Kan'yō-on | Les lectures d'usage (慣用音, kan'yō-on) ; il s'agit historiquement de lectures populaires (souvent des versions erronées des lectures sino-japonaises orthodoxes vues plus haut) qui sont devenues courantes et acceptées. - yu dans 輸送 (yu‧sō, transport) - ritsu dans 独立 (doku‧ritsu, indépendance) |

D'autre part, bien que les kokuji soient des caractères proprement japonais, un certain nombre d'entre eux possèdent une lecture on, créée par analogie avec un sinogramme semblable. Par exemple, la lecture on affectée au kokuji 働 est identique à celle du caractère 動 (dō).
Enfin, on trouve des mots empruntés qui utilisent des lectures proches des langues chinoises modernes voire contemporaines — par exemple, des vocables liés à la cuisine chinoise tels « riz frit » (炒飯, chā‧han), ou des noms de lieux. Toutefois, ces lectures, lorsqu'elles diffèrent des lectures sino-japonaises des quatre catégories vues plus haut, se sont pas considérées stricto sensu comme des lectures on ; c'est pourquoi il est recommandé de soit écrire ces mots en katakanas, soit de leur ajouter des furigana, en dehors des cas les plus connus comme Hong Kong (香港, Hon‧kon). Néanmoins, on notera que la majorité des noms propres chinois sont généralement lus d'après les lectures on, et non d'après le mandarin : Mō Taku‧tō pour Mao Zedong (毛沢東), Shin‧kyō pour Xinjiang (新疆), Shi‧sen pour Sichuan (四川), etc.

### Vocabulaire sinoxénique
Schématiquement, les lectures on des kanjis sont des morphèmes dérivés de langues sinitiques anciennes, qui, seuls ou combinés avec d'autres, peuvent former des mots. Ces derniers constituent le « vocabulaire sinoxénique » du japonais, aussi connu sous les termes japonais de 漢語 (kango) ou 字音語 (jiongo).
Exemples de mots sinoxéniques entre un et quatre caractères :
- 線 (sen) : une ligne
- 成功 (sei‧kō) : succès (composé des kanjis « accomplir » et « haut fait »)
- 未曽有 (mi‧zo‧u) : inouï (composé des kanjis « pas encore », « auparavant » et « exister »)
- 温故知新 (on‧ko‧chi‧shin) : apprendre du passé (composé des kanjis « interroger », « vieux », « savoir » et « nouveau »)

En plus du vocabulaire chinois ayant pénétré la langue nipponne par le truchement des kanjis, de nombreux nouveaux mots furent créés au Japon par des combinaisons originales de kanjis (c'est-à-dire inexistantes en chinois de l'époque) lus avec leurs lectures on. C'est pourquoi il n'est pas possible d'assimiler le vocabulaire sinoxénique à du « véritable chinois dans la langue japonaise », dans la mesure où une partie de ce vocabulaire est née au Japon. Une partie de ces mots originaux japonais (和製漢語, wasei kango) ont vu le jour ou se sont répandus entre le XIXe siècle et le début du XXe siècle afin de traduire des concepts nouveaux venant de la civilisation occidentale de l'époque.
| Mot (wasei kango) | Romanisation Traduction | Remarques                                                     |
| ----------------- | ----------------------- | ------------------------------------------------------------- |
| 火事              | ka‧ji Incendie          |                                                               |
| 郵便              | yū‧bin Poste            | Mot créé au XIXe siècle avec la naissance de la poste moderne |
| 物理学            | butsu‧ri‧gaku Physique  | Exporté vers le chinois et le coréen                          |
| 共和国            | kyō‧wa‧koku République  | Exporté vers le chinois et le coréen                          |

D'autre part, une partie du vocabulaire sinoxénique a vu son orthographe réformée (simplifiée) dans la seconde moitié du XXe siècle. Cette démarche fut facilitée par le fait qu'il existe de nombreux kanjis possédant des lectures on identiques. On peut citer les mots 意嚮 (i‧kō, intention) et 掘鑿 (kus‧saku, forage), qui ont vu leur orthographe standard réformée en 意向 et 掘削 ; en effet, 向 et 削 ont respectivement les mêmes lectures on que 嚮 et 鑿. Dans certains cas, la réforme a fait augmenter le nombre des sens associés à un kanji ; par exemple, 風 s'est vu attribuer le sens d'« insinuer » en plus de ses sens historiques, car il remplace 諷 (insinuer) dans le mot « satire » (fū‧shi), qui s'écrit 諷刺 traditionnellement et 風刺 de manière réformée.
On peut de surcroît remarquer qu'il existe quelques mots sinoxéniques qui sont plus fréquemment écrits en kanas qu'en kanjis, en particulier des petits mots jouant un rôle grammatical. On trouve par exemple 様 (dans l'auxiliaire 様だ, yō‧da) pour lequel la graphie en hiraganas よう est généralement préférée.

### Développement des lectureskunet des kanas
Les lectures kun et les kanas sont des spécificités apparues pour adapter les sinogrammes à la langue japonaise.
Le Kojiki (712) est la plus ancienne œuvre littéraire japonaise qui a traversé les âges ; il retrace l'histoire de la nation japonaise, depuis les origines mythologiques jusqu'au règne de l'impératrice Suiko. Il est écrit dans une forme de kanbun, c'est-à-dire une forme de chinois, mais il comporte aussi des passages (principalement des poèmes) en yamato kotoba, la langue japonaise primordiale, antérieure aux influences du chinois. Lesdits passages sont écrits phonétiquement avec des sinogrammes dits man'yōgana, c'est-à-dire que chaque more est écrite avec un sinogramme dont une lecture est égale à cette more, indépendamment des sens de ce sinogramme. Les man'yōgana sont des kanas primitifs. Par exemple, on peut citer le vers du Kojiki 波理能紀能延陀 (La branche d'un aulne) qui comporte sept caractères man'yōgana pour les sept mores ha‑ri‑no‑ki‑no‑e‑da.
Au VIIIe siècle, les décrets impériaux sont soit écrits en kanbun — de tels décrets sont appelés shōchoku (詔勅) —, soit écrits dans un style proche de la langue japonaise réellement parlée à la cour, dit senmyōtai — de tels décrets sont appelés senmyō (宣命). Contrairement aux poèmes dans le Kojiki qui sont entièrement notés phonétiquement via les man'yōgana, les senmyō sont un mélange de man'yōgana et de mots en sinogrammes lus « à la japonaise » (c'est-à-dire sans rapport avec les prononciations chinoises) ; ces lectures sont dites kun. Par exemple, l'ancien mot japonais ame, signifiant « ciel », est simplement rendu par le sinogramme transcrivant le mot chinois ayant la même signification, à savoir 天, au lieu d'être rendu par deux man'yōgana codant respectivement a et me. Les man'yōgana, parfois écrits dans une taille plus petite, notent les éléments grammaticaux (non lexicaux), comme les particules.

Naissance des hiraganas, par l'écriture cursive de man'yōgana.

À l'inverse, les textes en kanbun n'étant pas du japonais, des annotations utilisant des man'yōgana y sont ajoutées ; ce sont des traductions reliant un mot japonais et un sinogramme — voire plusieurs sinogrammes. Ces annotations et les transformations de l'ordre des mots constituent une technique de lecture du kanbun appelée kundoku.
Initialement, pour un même kanji, un très grand nombre de lectures kun avaient émergé, que ce soit via la technique kundoku ou via le style senmyōtai ; on parle de « kun anciens » (古訓, kokun). Les usages se rationalisèrent progressivement, donnant les lectures kun actuelles. Certains mots japonais qui renvoyaient à deux mots chinois distincts sont écrits au moyen de kanjis différents suivant leur contexte d'emploi. Par exemple, le verbe naosu (réparer, guérir) s'écrit 治す quand il s'agit de guérir une personne, mais 直す quand il s'agit de réparer un objet ; la lecture kun « naosu » est commune aux kanjis 治 et 直. On parle en japonais de « même kun, différents caractères » (同訓異字, dōkun iji).
D'autre part, certaines lectures kun, désignées par le terme 国訓 (kokkun), présentent des divergences sémantiques par rapport aux significations chinoises. Par exemple, le kanji 茸 possède la lecture kinoko qui renvoie au sens de « champignon », sens qui n'est pourtant pas associé à ce sinogramme en chinois.
Les man'yōgana ont évolué et ont donné naissance aux hiraganas, en étant écrits de manière très cursive (cf. tableau ci-contre). Étant donné qu'il existait plusieurs man'yōgana par more, il existe plusieurs hiraganas qui se prononcent de la même manière. Toutefois, seul un est canonique ; les autres sont appelés hentaigana et leur usage est aujourd'hui devenu obsolète. Par ailleurs, les katakanas sont quant à eux essentiellement des parties (abréviations) de man'yōgana utilisés pour le kundoku ; ils sont donc eux aussi issus des kanjis. Par exemple, les katakanas ku et mo sont le résultat des abréviations 久 → ク et 毛 → モ.

### Okurigana
Les lectures kun permettent de relier un kanji à un vocable du yamato kotoba qui, contrairement au vocabulaire sinoxénique, comporte des mots (verbes, adjectifs et auxiliaires) qui se modifient par flexion, dans le cadre des conjugaisons (活用, katsuyō), des dérivations (派生, hasei) et des compositions (複合, fukugō). Par exemple, le verbe « chasser », karu, dont le radical est kar, s'infléchit comme suit :
- kara[ay] (catégorie flexionnelle traditionnelle[az] dite mizen-kei)
- kari[ba] (ren'yō-kei) ; cette flexion ne se limite pas aux conjugaisons :
  - on la trouve en tant que dérivation formant le substantif[bb] kari (chasse)
  - on la trouve en tant que première unité lexicale de composés, comme avec kari-hajimeru[18] (commencer à chasser)
- karu (shūshi-kei et rentai-kei)
- kare (katei-kei et meirei-kei)

Il serait impossible de distinguer à l'écrit les formes ci-dessus si on se contentait de les représenter par le kanji dont la lecture kun est karu (狩). C'est pourquoi les mots susceptibles d'être infléchis sont ordinairement orthographiés avec un kanji pour leur radical ou une partie de celui-ci, et un ou plusieurs kanas pour le reste, qui sont appelés 送り仮名 (okurigana).

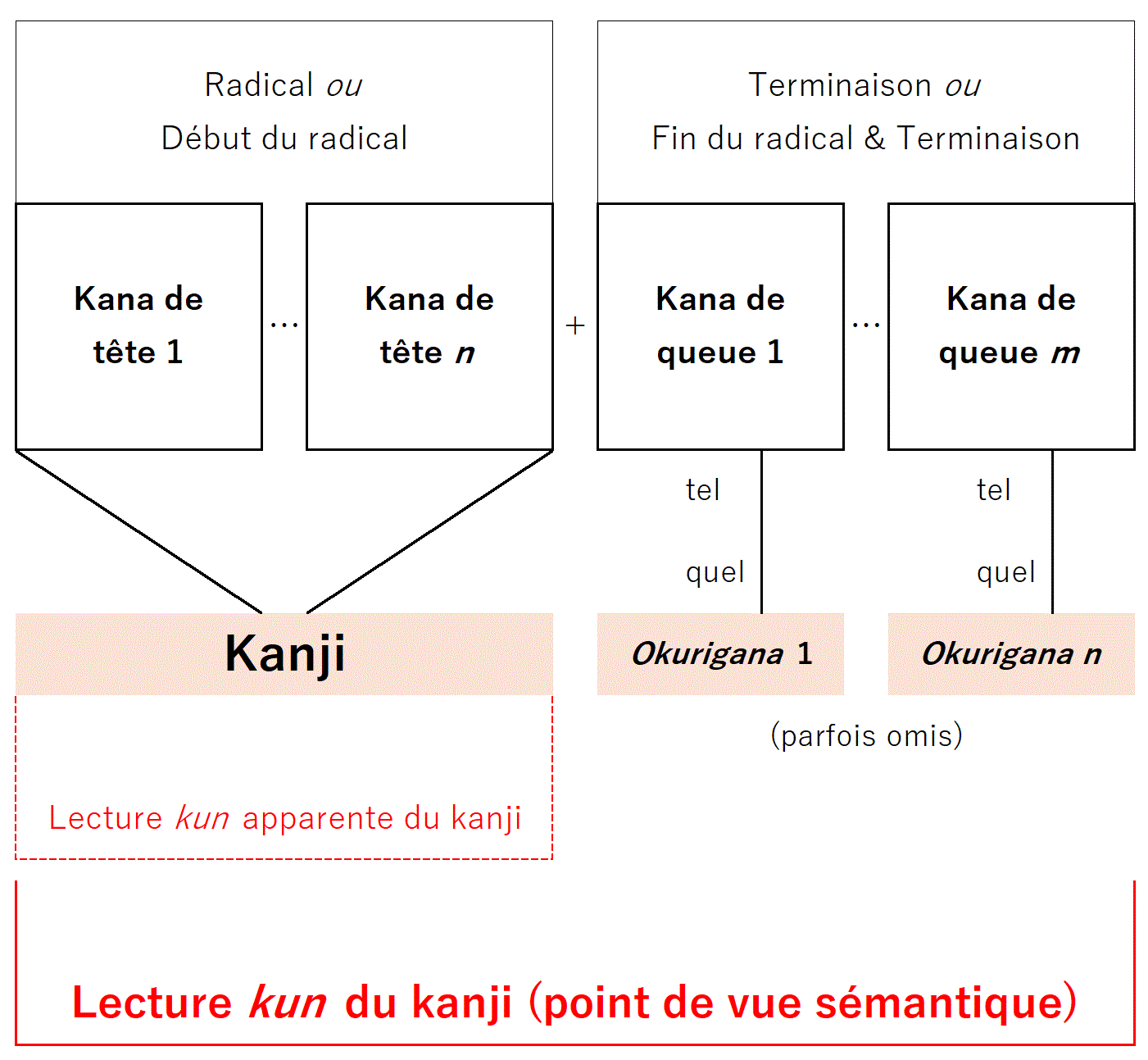
Lecture d'un kanji impliquant des kanas en queue (mot sujet à flexions)

Avec l'exemple du verbe vu plus haut, cela donne les formes infléchies suivantes : kara (狩ら) ; kari (狩り) ; karu (狩る) ; kare (狩れ). Le sinogramme correspond à la more ka, à savoir le début du radical kar.
| Kanji (traduction) | Lecture kun (radical) | Lecture apparente du kanji | Okurigana   |
| ------------------ | --------------------- | -------------------------- | ----------- |
| 目 (œil)           | me (invariable)       | め /me/                    | ∅           |
| 桜 (cerisier)      | sakura (invariable)   | さくら /sakura/            | ∅           |
| 賢 (intelligent)   | kashikoi (kashiko)    | かしこ /kashiko/           | い /i/      |
| 狩 (chasser)       | karu (kar)            | か /ka/                    | る /ru/     |
| 和 (se détendre)   | yawaragu (yawarag)    | やわ /yawa/                | らぐ /ragu/ |
| 見 (regarder)      | miru (mi)             | み /mi/                    | る /ru/     |
| 見 (montrer)       | miseru (mise)         | み /mi/                    | せる /seru/ |
| 書 (écrire)        | kaku (kak)            | か /ka/                    | く /ku/     |

Un autre exemple est le kanji 和 possédant, d'un point de vue sémantique, la lecture やわらぐ (yawaragu, le verbe « se détendre »), qui se décompose en un radical yawarag et la terminaison u. En laissant les deux derniers kanas (ragu) tels quels en queue du mot et en remplaçant les deux kanas de tête (yawa) par le caractère 和, on obtient l'orthographe canonique de ce verbe : 和らぐ (yawa‧ra‧gu). Pour mettre ce verbe à la forme négative, on change la terminaison en a et on lui ajoute le suffixe (auxiliaire) ない (nai) : 和らがない (yawa‧ra‧ga‧na‧i). Pour mettre ce verbe au passé, on change la terminaison en i et on lui ajoute le suffixe (auxiliaire) た (ta), ce qui provoque une double altération, ou « facilitation phonétique » (音便, onbin) ; d'une part, le radical est réduit en yawara, et d'autre part, l'auxiliaire est sonorisé en だ (da) : 和らいだ (yawa‧ra‧i‧da). D'un point de vue sémantique, yawaraga et yawarai peuvent être considérées comme d'autres lectures kun de 和, mais elles ne sont pas mentionnées dans la liste des lectures kun canoniques de 和, puisqu'il ne s'agit que de flexions du lemme yawaragu.
Par ailleurs, certains vocables du yamato kotoba utilisent des okurigana, alors même qu'ils n'ont pas de lien avec un phénomène de flexion. Par exemple, le substantif « alentours » : 辺り (ata‧ri) ; il ne provient pas d'un verbe comme avec kari (chasse), mais la présence du hiragana final り (ri) permet faire la distinction avec le substantif sinoxénique 辺 (hen, endroit).
Enfin, certains okurigana sont facultatifs dans certains mots, voire systématiquement omis. Par exemple, gentsuki (cyclomoteur) peut s'écrire 原付き ou 原付. En revanche, de manière standard, le mot hizuke (date) s'écrit toujours sans okurigana : 日付, et non *日付け.

### Structure morphologique des lectures
Comme illustré par les exemples ci-dessous, la lecture d'un kanji correspond à une unité de signification minimale ou perçue comme telle : un morphème (exemples 1 à 3 ci-dessous) ou, en présence de flexions, un morphème lexical constituant une racine associée à un ou des morphèmes flexionnels (exemple 4).
- (Ex. 1) Le morphème sinoxénique ai, dans le sens d'« amour », est représenté par le kanji 愛 via une lecture on. Ai forme un mot (un vocable sinoxénique) à lui seul ; autrement dit, il s'agit d'un morphème libre.
- (Ex. 2) Le morphème sinoxénique i, dans le sens de « médecine », est représenté par le kanji 医 via une lecture on ; cf. le mot sinoxénique 医療 (i‧ryō), « traitement ». En principe, ce morphème a besoin d'être associé à d'autres afin de composer des mots ; autrement dit, il s'agit d'un morphème lié.
- (Ex. 3) Le morphème hō, dans le sens de « joue », est représenté par le kanji 頰 via une lecture kun ; hō, en tant que morphème libre, forme un mot (un vocable du yamato kotoba) à lui seul.
- (Ex. 4) Le verbe miru, dans le sens de « voir », est représenté par le kanji 見 via une lecture kun. Le mot miru est morphologiquement sécable entre mi, sa racine (en l'occurence, le radical de ce verbe), et le suffixe ru (en l'occurence, sa terminaison verbale). L'orthographe ordinaire[19] requiert l'ajout d'un okurigana au kanji 見 : 見る (mi‧ru).

Bien que l'on parle de composés (jukugo) pour décrire les mots cités aux exemples 2, 5, 6 et 7, il ne s'agit pas de « mots composés » stricto sensu, puisque ce sont des mots obtenus par la jonction de « morphèmes liés » sinoxéniques qui, pris seuls, sont peu évocateurs, c'est-à-dire que leur valeur sémantique peut être imperceptible à l'oral, en l'absence de contexte. Cela est principalement dû au fait qu'il existe souvent d'autres kanjis aux lectures parfaitement homophones, rendant le contexte ou le support écrit nécessaires. Lorsque les sens des kanjis constitutifs sont totalement obscurs pour la grande majorité des locuteurs, l'analyse morphologique par kanji n'a de sens que d'un point de vue étymologique. Ces mots formés de plusieurs kanjis, bien que sécables entre autant de morphèmes sinoxéniques d'un point de vue morphologique strict, peuvent en même temps constituer des unités lexicales autonomes, que l'on appelle « bases » lorsque, accolées à d'autres mots ou affixes, elles permettent la formation de mots plus longs.
- (Ex. 5) Le morphème sinoxénique i, dans le sens de « confier », est représenté par le kanji 委 via une lecture on ; cf. le mot 委員 (i‧in), « commissaire ». Ce morphème et celui vu plus haut avec 医 (i) ne sont pas liés étymologiquement ; leur homophonie est coïncidentielle (on trouve plus de vingt autres kanjis avec cette même lecture i, rien que parmi les kanjis d'usage courant). Le mot 委員 constitue aussi une « base » pour des mots plus longs, tels 委員会 (i‧in‧kai), « commission ».
- (Ex. 6) Le morphème sinoxénique rai, dans le sens de « venir », est représenté par le kanji 来 via une lecture on ; cf. le mot 来訪 (rai‧hō), « visite ». Il n'y a pas de lien avec 雷 (rai) (cf. exemple 7).

La relation entre les kanjis et les morphèmes n'est pas de un pour un ; en effet, les morphèmes sinoxéniques et ceux du yamato kotoba se partagent généralement les mêmes kanjis. Par exemple, les deux morphèmes ci-dessous correspondent au même kanji 雷.
- (Ex. 7) Le morphème sinoxénique rai, dans le sens de « tonnerre », est représenté par 雷 via une lecture on ; cf. le mot 雷雨 (rai‧u), « orage ».
- (Ex. 8) Le mot kaminari (tonnerre), est représenté par 雷 via une lecture kun. Le mot kaminari peut être considéré comme un morphème[bh].

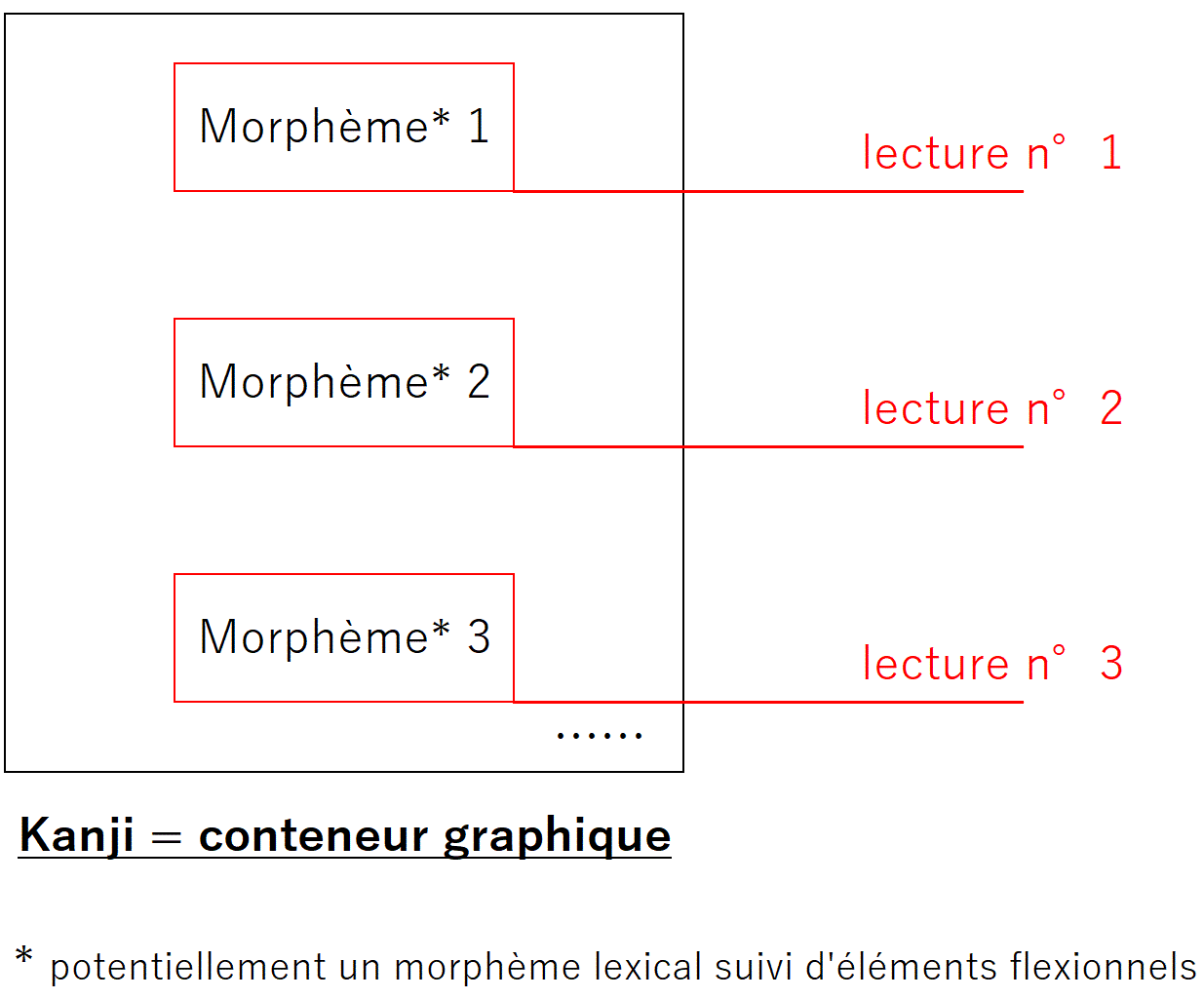

Il est donc possible d'affimer qu'un kanji est un conteneur graphique renfermant potentiellement plusieurs morphèmes, d'où sa possible qualification de « morphogramme à valeurs multiples » (cf. illustration ci-contre). En effet, un caractère peut avoir plusieurs lectures qui ne sont en principe pas interchangeables, bien que souvent leurs significations soient connexes voire identiques. De plus, il est fréquent que plusieurs lectures on coexistent. Il en est de même au niveau des lectures kun. Par exemple, avec le kanji 行 : gyō et kō (entre autres) du côté des lectures on, et iku et okonau (entre autres) du côté des lectures kun.
Enfin, ces conteneurs graphiques ne sont pas toujours totalement étanches, dans le sens où les dōkun iji permettent de faire des passerelles entre certains kanjis via leur leur lectures kun ; cf. exemple ci-dessous illustrant la connexion entre 誤 et 謝.

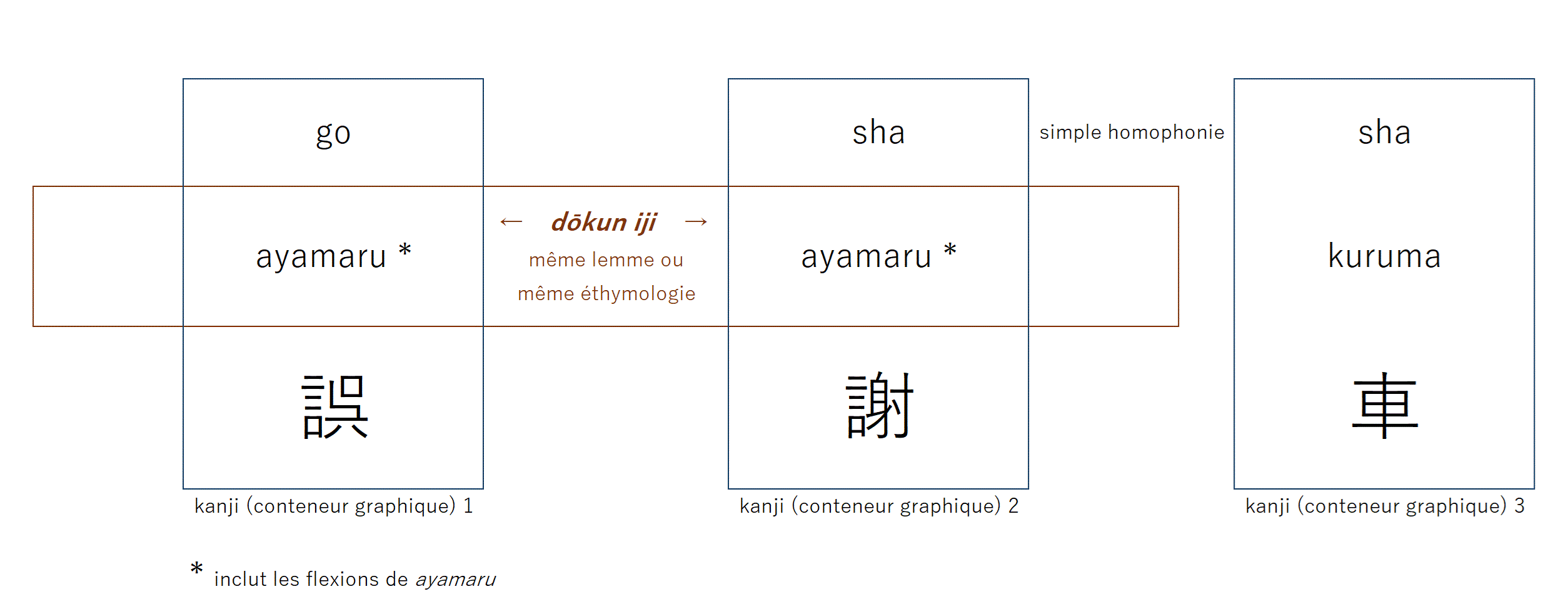

### Lectures et usages irréguliers
Il existe des mots en japonais qui ne sont pas composés de chaînes d'unités de signification que les kanjis, via leurs lectures on ou kun, permettent de représenter. Il s'agit de certains mots du vocabulaire yamato kotoba — par exemple, le verbe hagurakasu, « esquiver une question » — ou des nombreux vocables dit gairaigo (外来語, termes empruntés aux langues étrangères) — par exemple, le substantif kurippu signifiant « trombone ». Une solution « évidente » consiste à se contenter d'une écriture en kanas, sans kanjis ; c'est le cas avec はぐらかす (hagurakasu) et クリップ (kurippu), qui n'utilisent jamais de kanjis pour être écrits. Néanmoins, certains autres de ces mots peuvent quand même faire appel pour leur écriture à des kanjis utilisés de manière irrégulière :
- les jukujikun, vocables représentés par une succession de plusieurs kanjis dont la lecture n'est pas sécable caractère par caractère (cf. section dédiée) ;
- les ateji, mots qui utilisent des kanjis uniquement de manière phonétique (cf. section dédiée).

En outre, certains autres vocables se lisent de manière irrégulière, souvent parce que la prononciation d'origine a dérivé avec le temps : on parle de modifications phonétiques (音変化, onhenka). On peut citer le nom propre Japon (日本, Nip‧pon) qui se lit aussi Ni‧hon ; Ni‧hon est une lecture irrégulière dans la mesure où le kanji 日, considéré individuellement, ne possède pas la lecture ni. Un autre exemple est 文字 (« lettre », « caractère ») qui se lit le plus souvent mo‧ji, une évolution de mon‧ji.
Enfin, il existe un petit nombre de kanjis qui n'ont pas de sens intrinsèque (y compris en chinois) et dont le rôle est de représenter, généralement par paire, des termes polysyllabiques bien précis dont l'origine n'est a priori pas chinoise, bien qu'ils aient été intégrés à ces langues dès l'Antiquité. L'absence de jigi fait de ces caractères des objets particuliers qui n'entrent pas dans le modèle de base. Néanmoins, ces kanjis (tels les deux caractères 葡萄, bu‧dō, « raisin ») sont exclus de la liste des kanjis officiels au Japon.

### Jukujikun
Des mots s'écrivent avec une chaîne de plusieurs kanjis « sélectionnés » uniquement pour leur valeur sémantique ; chaque caractère pris individuellement n'a pas de lecture propre, c'est uniquement le mot dans son ensemble qui possède une lecture, appelée jukujikun (熟字訓). Par exemple, 山葵 (« wasabi », composé des kanjis « montagne » et « rose trémière ») ne se lit ni *yama‧aoi (deux lectures kun) ni *san‧ki (deux lectures on), ni aucune combinaison hybride ; il est lu wasabi sans aucun lien avec les lectures de 山 et 葵. Les lectures jukujikun incluent quelques mots d'origine européenne, dont certains demeurent relativement fréquents de nos jours, comme 煙草 (tabako, tabac) — littéralement « fumée-herbe ».
Des mots lus selon des jukujikun peuvent apparaître comme partiellement réguliers. Cela se constate, par exemple, avec les mots « fruit » (果物, kudamono) et « moustiquaire » (蚊帳, kaya) ; le second caractère de 果物 compte mono parmi ses lectures conventionnelles, tandis que la lecture kun du premier caractère de 蚊帳 est ka.
Une autre particularité de nombre de mots lus avec des jukujikun est qu'il est aussi possible de les lire via des lectures on conventionnelles, ce qui, souvent, change le sens ou apporte une nuance différente ; le choix de la lecture est dépendant du contexte (voir les exemples ci-dessous).
|      | Lecture jukujikun                                                                                    | Lecture on                                                                   |
| 今日 | kyō (aujourd'hui)                                                                                    | kon‧nichi (de nos jours) mot littéraire                                      |
| 大人 | otona (personne adulte)                                                                              | dai‧nin (adulte) dans les grilles tarifaires des bains ou transports publics |
| 紅葉 | momiji (érable ou changement de couleur des feuilles) souvent écrit en hiraganas plutôt qu'en kanjis | kō‧yō (changement de couleur des feuilles)                                   |
| 梅雨 | tsuyu (pluie des prunes)                                                                             | bai‧u (pluie des prunes) préféré dans un contexte technique                  |

### Ateji
À l'inverse des jukujikun, il arrive que l'on emploie des kanjis de manière phonétique, c'est-à-dire uniquement pour leur valeur sonore en faisant fi des morphèmes, et donc des sens, qu'ils sont censés représenter. Cette méthode ainsi que les kanjis dans les mots concernés sont désignés par le terme 当て字 (ateji), littéralement « caractères alloués ». Un exemple d'ateji est le mot ちゃかす (chakasu, tourner en plaisanterie), qui peut être écrit 茶化す ; les kanjis 茶 (cha) et 化 (ka) y sont employés pour représenter les mores composant la « base » du verbe, sans liens étymologiques directs — la more finale reste quant à elle en kana. Comme souvent en japonais, il existe en pratique une certaine liberté entre soit se contenter d'écrire ces mots seulement en kanas, soit opter pour leur version en kanjis. Le tableau ci-dessous présente quelques autres exemples.
|          | Traduction           | Sans kanjis | Avec des ateji         | Remarques                        |
| baka     | stupide              | ばか        | 馬鹿 (ba‧ka)           |                                  |
| gomakasu | tricher              | ごまかす    | 誤魔化す (go‧ma‧ka‧su) |                                  |
| sewa     | assistance           | せわ        | 世話 (se‧wa)           | Presque toujours écrit en kanjis |
| suteki   | ravissant            | すてき      | 素敵 (su‧teki)         |                                  |
| yaji     | huées                | やじ        | 野次 (ya‧ji)           |                                  |
| yatara   | de façon irréfléchie | やたら      | 矢鱈 (ya‧tara)         | Le plus souvent écrit en kanas   |

Les ateji ne se limitent pas aux mots purement japonais, car ils peuvent transcrire des termes issus de langues non sinographiques. Ainsi, de nombreux termes souvent liés au bouddhisme, conformément aux usages chinois, sont des transcriptions phonétiques approximatives en kanjis de mots sanskrits ; elles sont désignées par le terme 音写 (onsha). Par exemple, le clan indien des Shakya — dans lequel est né le Bouddha — se transcrit 釈迦 (Sha‧ka).
De même, quelques mots d'origine européenne dont la pénétration dans la langue japonaise est ancienne, peuvent s'écrire phonétiquement en kanjis via des ateji, même si la plupart de ces mots sont le plus souvent écrits en kanas de nos jours. On peut citer 合羽 (kap‧pa, « veste imperméable », du portugais capa), 瓦斯 (ga‧su, « gaz », du flamand gas), 珈琲 (kō‧hī, « café », du flamand koffie), etc. Les mots plus récents, comme インターネット (intānetto, « Internet », de l'anglais), sont toujours représentés en katakanas. On notera qu'un certain nombre d'ateji utilisent des lectures qui sont en fait des altérations de lectures conventionnelles voire des emprunts tardifs à des usages chinois. Ceci se constate en particulier pour les transcriptions de noms propres étrangers en kanjis (quoique généralement non usités en japonais contemporain), comme France (仏蘭西, Fu‧ran‧su) ; le son fu est transcrit avec le kanji 仏 dont la lecture est futsu, et le son su est transcrit avec le kanji 西 dont la lecture est sui (lecture tō-on).
Bon nombre de noms propres japonais sont des ateji (noms de lieu, noms de famille, etc.). On peut citer Nagoya (名古屋) et Akita (秋田).
Les ateji (au sens strict) sont aussi appelés « signes empruntés » (shakuji ou bien kariji), et se divisent entre « emprunts aux lectures on » (shakuon) et les « emprunts aux lectures kun » (shakkun). De surcroît, le terme ateji peut inclure les jukujikun dans son acception la plus large, d'autant que certains mots sont en fait des combinaisons des deux méthodes.

### Furigana

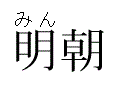
Exemple d'utilisation de furigana en écriture horizontale avec le kanji 明.

Parfois, on utilise des hiraganas ou katakanas de petite taille au-dessus (écriture horizontale) ou à droite (écriture verticale) des kanjis pour en spécifier la lecture. Ces caractères sont alors appelés furigana (振り仮名). Les furigana sont en particulier utilisés pour indiquer la lecture non officielle (c'est-à-dire absente de la liste des jōyō kanji) d'un kanji officiel, la lecture d'un caractère non officiel, ou encore la lecture difficile d'un nom propre, d'un jukujikun, etc.
Dans les publications pour un jeune public, un large usage des furigana est fait, du fait que les enfants ont généralement des capacités à lire les kanjis plus limitées que les adultes. Dans les textes émis par l'administration publique, les éléments non officiels doivent être, selon les cas, accompagnés de furigana ou être remplacés par des kanas.
Des kanas situés après le kanji ou le mot en question, entre parenthèses ou dans une police de taille inférieure, peuvent aussi faire office de furigana.

## Caractéristiques graphiques

### Tracé

Tracé en calligraphie chinoise.

Tracé en calligraphie japonaise.

Tout kanji se décompose en une somme de « traits » entre lesquels le stylo, pinceau ou crayon est levé au-dessus du support.
Même s'il est possible qu'une personne sache, en pratique, lire un kanji sans en connaître par cœur la composition trait par trait, un kanji n'est pleinement considéré comme connu que lorsque l'on est capable de l'écrire de mémoire tout en respectant les caractéristiques canoniques de son tracé, à savoir l'ordre et la forme des traits — au minimum dans le style régulier. Ces éléments sont enseignés dans les écoles et collèges japonais.
L'ordre usuel des traits pour le tracé des kanjis est généralement identique à celui de leurs homologues chinois ; il existe néanmoins quelques exceptions (cf. exemple ci-contre avec le sinogramme « rizière », 田) si on s'en réfère notamment au « Manuel pour l'instruction de l'ordre des traits » publié par le gouvernement nippon en 1958. En outre, l'ordre des traits peut dépendre du style utilisé.

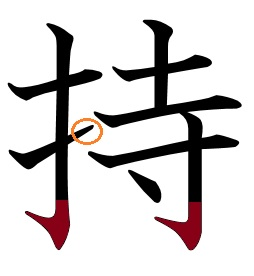
Illustration avec le kanji 持 de deux crochets, d'un balayage et d'arrêts marqués.

La manière de terminer un trait est une autre caractéristique importante enseignée ; il existe essentiellement trois modes :
- l'arrêt marqué (止め, tome?) ;
- le rebond (撥ね, hane?) ou crochet ;
- le balayage (払い, harai?) ou réduction progressive de l'épaisseur du trait, dont il existe plusieurs types, en particulier dans le cas d'une écriture au pinceau (migi-harai, etc.).

Néanmoins, dans de nombreux cas, plusieurs écoles coexistent, comme le trait vertical de 木 (arbre) qui, en style régulier manuscrit, peut se terminer soit par un arrêt marqué, soit par un crochet. Les autorités culturelles japonaises ont publié en 2016 des directives rappelant la diversité des tracés au sein du style régulier manuscrit, style qui est historiquement plus variable que le style d'impression minchōtai, ce dernier n'ayant pas vocation à servir de référence vis-à-vis de l'écriture manuscrite. Enfin, le respect des distances entre les traits ou le respect de leurs tailles relatives est une condition pour écrire les kanjis de manière lisible et harmonieuse. En particulier, les proportions entre les différents éléments constitutifs est un point qui retiendra l'attention du calligraphe.

### Formes
Dans le contexte de l'étude des kanjis, le terme français de « forme » renvoie généralement aux concepts 字形 (jikei) et 字体 (jitai). Les jikei sont les infinies variations possibles des réalisations concrètes des caractères, à travers leurs représentations manuscrites et leurs glyphes. En opposition, le concept de jitai permet de regrouper les signes réels sous des entités abstraites mais dénombrables.
Les formes, au sens de jitai, sont également qualifiées en japonais d'ossatures. Par analogie, on trouverait le concept d'ossature d'une lettre permettant de reconnaître cette lettre qu'elle soit imprimée en italique ou non, ou encore dans des polices différentes. Ces entités abstraites sont le moyen de distinguer les kanjis entre eux lors du processus cérébral de la lecture du japonais ; elles sous-tendent également les définitions des jeux de caractères pour l'informatique ainsi que les normes japonaises qui portent sur les kanjis.
Par exemple, les formes 木 et 本 ne diffèrent que par un trait horizontal, mais elles correspondent à deux kanjis parfaitement indépendants, signifiant respectivement « arbre » et « livre ». De la même manière, les formes 土 (sol) et 士 (guerrier ou érudit) ne diffèrent que par les longueurs relatives de leurs traits horizontaux, tandis que 粟 (millet) ne se distingue de 栗 (châtaigne) que par la présence de deux petits traits.
À chaque kanji correspond une unique forme (jitai), sauf si plusieurs « variantes graphiques » lui sont reconnues. Pour certains kanjis possédant plusieurs variantes, l'identification des formes demeure un exercice sujet à interprétations, avec de possibles divergences selon les époques, les sources ou les standards.

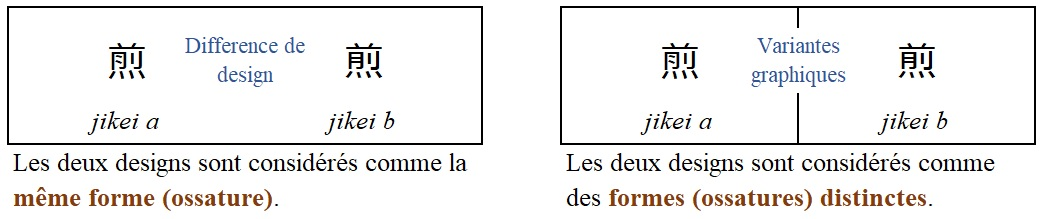
Exemple de flottement sur la notion de forme.

Le standard Unicode a vu sa granularité affinée au fil des révisions, c'est-à-dire qu'il est devenu possible d'afficher correctement un nombre croissant de variantes en format « texte brut » sans dépendre des paramètres régionaux ou de la police d'écriture.

### Variantes graphiques

邑 en style régulier : sept traits.

邑 en style sigillaire ancien : trois traits.

L'unicité des formes (ossatures) vue plus haut n'est cependant pas une constante historique, notamment en raison des phénomènes suivants :
- diminution du nombre de traits dans les styles cursifs ;
- styles anciens — antérieurs au style régulier — induisant des ossatures différentes (cf. exemple ci-contre avec le sinogramme 邑) ;
- apparition de graphies populaires (par exemple 舘 pour 館) ;
- réformes de simplification des caractères menées indépendamment au Japon et en Chine (globalement moins radicales au Japon qu'en Chine).

Ainsi, quand bien même deux caractères seraient d'ossatures différentes, ils peuvent, par leur origine commune, avoir les mêmes sens et les mêmes lectures. Ils sont alors considérés comme appartenant à une même « classe de caractères » (字種, jishu), et sont des variantes graphiques (異体字, itaiji) au sein de cette classe. Dans le présent article, la notion de « kanji » renvoie soit à une « classe de kanjis », soit à une « forme » (ossature), soit encore à une « réalisation graphique » (jikei), le lecteur étant invité à les distinguer en fonction du contexte. Néanmoins, dans les cas où la distinction entre ces notions est particulièrement significative, celles-ci sont explicitement indiquées.
Dans les dictionnaires, en principe, on trouve une entrée par classe ; pour une entrée donnée, une « forme principale » (親字, oyaji, littéralement « caractère parent ») est présentée, les formes alternatives étant indiquées à l'intérieur de l'entrée. Si on se limite aux styles d'impression contemporains, la plupart des classes de kanjis n'ont qu'une ou deux forme(s) (une forme simplifiée et sa contrepartie « traditionnelle » le cas échéant).
| Classe             | Forme traditionnelle | Forme simplifiée | Remarques |
| Kanji « barrière » | 關                   | 関 (canonique)   | La forme simplifiée 関 a une présence historique en Chine, mais elle diffère du chinois simplifié 关 contemporain.        |
| Kanji « tortue »   | 龜                   | 亀 (canonique)   | L'usage de la forme 亀 est propre au Japon ; elle n'est pas répertoriée dans le dictionnaire chinois de référence Kangxi. |
| Kanji « pays »     | 國                   | 国 (canonique)   | La forme simplifiée 国 est commune aux réformes chinoise et japonaise du XXe siècle.                                      |
| Kanji « remplir »  | 塡 (canonique)       | 填               | La forme simplifiée (populaire) 填 n'est pas reconnue comme officielle au Japon.                                          |

Il existe d'autre part des kanjis qui ont évolué vers des formes (ossatures) identiques ; autrement dit, un caractère peut résulter de la fusion de plusieurs kanjis historiques, comme 予 (yo) qui inclut les formes contemporaines des kanjis traditionnels 予 (moi) et 豫 (avance). Un autre exemple est la paire de kanjis originellement distincts en sens et en lectures (𠮟 ; 叱) qui, du fait de leur forme extrêmement similaire, sont considérés dans la norme de 2010 sur les jōyō kanji comme des formes (ossatures) interchangeables du même kanji, lu shikaru ou shitsu.

### Formes traditionnelles japonaises

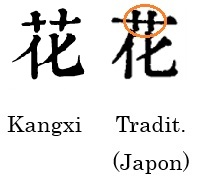
Sinogramme « fleur ».

Durant l'ère Meiji, les formes du dictionnaire chinois de référence Kangxi constituaient de facto le canon pour la typographie qui connut alors un essor sans précédent. On note toutefois quelques différences entre le Kangxi et les habitudes d'impression au Japon, en raison des trois phénomènes suivants :
- Des différences de design qui peuvent aller jusqu'à modifier la forme (l'ossature) du kanji ; par exemple, la variante de la clé 艸[bt] correspondant à l'emplacement kanmuri fut le plus souvent rendue en trois traits au Japon au lieu des quatre traits du Kangxi[27] (cf. vignette ci-contre).
- L'usage majoritaire au Japon de certains caractères traités dans le Kangxi comme des variantes secondaires de formes correctes ; par exemple les variantes 讃 et 餅, pour 讚 et 餠.
- L'usage au Japon de kokuji qui sont par définition absents du Kangxi, un ouvrage purement chinois.

Ces formes traditionnelles japonaises sont identifiées sous le terme de iwayuru kōkijitentai (ci-dessous « formes quasi-Kangxi »), tandis que, dans les dictionnaires de kanjis, les formes du Kangxi stricto sensu sont souvent désignées en japonais par les termes seiji et seijitai, littéralement « caractères (formes) correct(e)s ».

### Styles
La notion de « style » (書体, shotai), avec d'une part les « styles d'impression » (déterminant notamment les polices) et d'autre part les « styles manuscrits » (historiquement plus anciens), se définit comme un « système de caractéristiques et de styles donnés [qui peut s'observer] lors de la représentation réelle des caractères sur la base de leur ossature ».
L'exemple ci-dessous illustre comment les caractéristiques graphiques de deux styles différents ne vont pas jusqu'à modifier les formes (ossatures) des kanjis.
Historiquement, les styles sont naturellement d'abord apparus dans le domaine de l'écriture manuscrite en Chine. Aujourd'hui, on trouve principalement les styles réguliers (楷書, kaisho) et cursifs (草書, sōsho), ainsi que les styles intermédiaires semi-cursifs (行書, gyōsho). Les styles cursifs — ou les styles semi-cursifs présentant un relatif haut degré de cursivité — sont de nos jours généralement réservés à des activités spécifiques de calligraphie et sont donc mal connus par le grand public. Inversement, le style régulier est le style enseigné primordialement dans le système scolaire japonais, de même qu'il est souvent requis d'écrire dans ce style pour remplir un formulaire.
Concernant les styles d'impression, le style dit 明朝体 (minchōtai) est le style de référence pour les polices d'impression japonaises ; il se caractérise en particulier par des angles droits, des empattements, ainsi que des traits verticaux généralement plus épais que les traits horizontaux. Ce style provient d'une adaptation du style manuscrit « régulier » aux techniques chinoises d'impression, en particulier à l'impression au bloc de bois qui florit dès l'époque des Song du Nord. Le style se stabilisa à l'époque des Qing avant de reprendre son évolution dans l'archipel nippon avec le développement des modes d'impressions importés d'Occident (typographie) dans la seconde moitié du XIXe siècle.
D'autre part, on trouve aussi le style ゴシック体 (goshikkutai) qui est un dérivé du minchōtai avec moins d'ornements et des traits d'épaisseur uniforme. Enfin, le style 教科書体 (kyōkashotai), utilisé principalement dans les livres d'école, est plus proche du style régulier manuscrit, afin de rendre la lecture des manuels plus aisée pour les enfants qui apprennent concomitamment à lire et à écrire.

## Lexicographie

### Nombre de caractères
Il n'existe pas de décompte précis et universellement reconnu permettant de dire combien de kanjis existent. Toutefois, il y a une liste officiellement approuvée par le gouvernement japonais dite liste des kanjis d'usage courant (jōyō kanji), dont l'effectif se limite à 2 136. Il existe aussi 863 kanjis supplémentaires (incluant des variantes) qui sont officiellement répertoriés pour former, avec les jōyō kanji, la liste des kanjis autorisés pour les prénoms.
Il serait erroné de considérer que tout le monde connaît avec précision la totalité des jōyō kanji, notamment les éléments les plus rares. À l'opposé, parmi les caractères hyōgai kanji, qui sont les sinogrammes extérieurs aux jōyō kanji, on trouve une quantité non négligeable de caractères de facto connus du grand public — y compris au-delà des kanjis supplémentaires pour les prénoms — tels 隕, 罠 ou 叩.
Le jeu de caractères codés JIS X 0213, appartenant aux normes industrielles japonaises (JIS), fut établi en 2000 puis révisé en 2004 et 2012. Il contient plus de 10 000 caractères considérés comme des kanjis, répartis en quatre niveaux, les deux premiers contenant les signes les plus fréquents. Cependant, nombre de ces kanjis ne sont que très rarement rencontrés.
Les dictionnaires dits 漢和辞典 (kan-wa jiten, littéralement dictionnaire sino-japonais) répertorient les kanjis (variantes incluses), tout en expliquant leurs sens en japonais, de même que les significations de nombreux termes composés de deux kanjis ou davantage. Toutefois, les kan-wa jiten les plus exhaustifs, comme le Dai kan-wa jiten (en) qui contient plus de 50 000 caractères, incluent de nombreux sinogrammes dont l'emploi se limite principalement aux textes dits kanbun, c'est-à-dire à la littérature chinoise ou japonaise écrite dans la langue chinoise classique. Le nombre de 50 000 n'est donc pas pertinent pour décrire l'usage contemporain des kanjis, ce périmètre dépassant le strict cadre de la langue japonaise, a fortiori en tant que langue vivante.
En comparaison, le dictionnaire publié par la fondation d'utilité publique The Japan Kanji Aptitude Testing Foundation contient environ 6 300 kanjis (cf. bibliographie), qui appartiennent dans leur grande majorité aux deux premiers niveaux de la norme JIS X 0213. L'examen Kanken organisé par la fondation a pour objet la connaissance de l'ensemble des kanjis présents dans le dictionnaire, si l'on considère sa version la plus ardue, appelée niveau ikkyū ; en revanche, l'écrasante majorité des gens qui obtiennent des certifications Kanken, adultes compris, se limitent à des niveaux plus faciles. Cela démontre qu'une partie non négligeable des kanjis de ce dictionnaire n'est connue que par des personnes ayant des connaissances particulièrement poussées en kanjis.

### Catégories étymologiques traditionnelles
Les kanjis forment un vaste ensemble de plusieurs milliers de signes (logogrammes), d'où la nécessité d'avoir des méthodes d'indexation. Les grandes catégories étymologiques des sinogrammes que l'on trouve dans les dictionnaires sont un attribut possible pour classer les kanjis ; ces catégories, traditionnellement, sont :
- les pictogrammes (象形文字, shōkei moji?)
- les idéogrammes simples (指事文字, shiji moji?), aussi appelés « indicateurs »
- les compositions, qui comportent :
  - idéogrammes composés (会意文字, kaii moji?), pour les compositions d'ordre sémantique
  - les idéophonogrammes (形声文字, keisei moji?), pour les compositions d'ordre phono-sémantique

| Catégorie étymologique | Caractéristiques et exemples |
| ---------------------- | --- |
| Pictogrammes           | Ces représentations proviennent de dessins d'objets ou d'êtres concrets. 川 (rivière) 山 (montagne) 馬 (cheval) 木 (arbre) 人 (personne) |
| Idéogrammes simples    | Ces caractères représentent des mots décrivant des idées abstraites. 一 (un) 二 (deux) 下 (dessous) |
| Idéogrammes composés   | Schématiquement, il s'agit de compositions qui accolent deux caractères élémentaires, choisis pour leur sens ; par association d'idées, le caractère composé renvoie à un autre mot. Les exemples ci-dessous sont des compositions utilisant les pictogrammes vu plus haut 木 et 亻 (亻 est une variante de 人). 林 (bosquet) 森 (forêt) 休 (repos) |
| Idéophonogrammes       | Ces caractères se décomposent entre une partie sémantique et une partie sonore. Ils sont aussi parfois appelés « composés phono-sémantiques ». 晴 (ensoleillé) : partie sémantique 日 (soleil) plus partie sonore 青 (sei) 攻 (attaquer) : partie sonore 工 (kō) plus partie sémantique 攵 (frapper) 飯 (riz cuit) : partie sémantique 飠 (manger) plus partie sonore 反 (han) 草 (herbe) : partie sémantique 艹 (herbe) plus partie sonore 早 (sō) Note : identifier la partie sonore d'un idéophonogramme permet souvent de déduire une lecture on de ce kanji. Par exemple, les caractères 晴, 攻, 飯 et 草 possèdent respectivement les lectures sei, kō, han et sō. |

Ici, le terme « idéogramme » se comprend comme les caractères dont les principes de formation ne sont pas purement pictographiques ou phonétiques. Cette acception du terme « idéogramme » est à distinguer de celle mentionnée plus haut qui s'applique à l'ensemble des kanjis.

### Clés
La décomposition d'un caractère en plusieurs parties, brièvement évoquée à la section précédente avec les « idéogrammes composés » et les « idéophonogrammes », peut être généralisée en disant que tout kanji est constitué d'une ou de plusieurs parties. Un découpage fréquent consiste à scinder le caractère entre sa partie gauche (hen) et sa partie droite (tsukuri), comme avec les exemples de la table 1, ci-dessous.

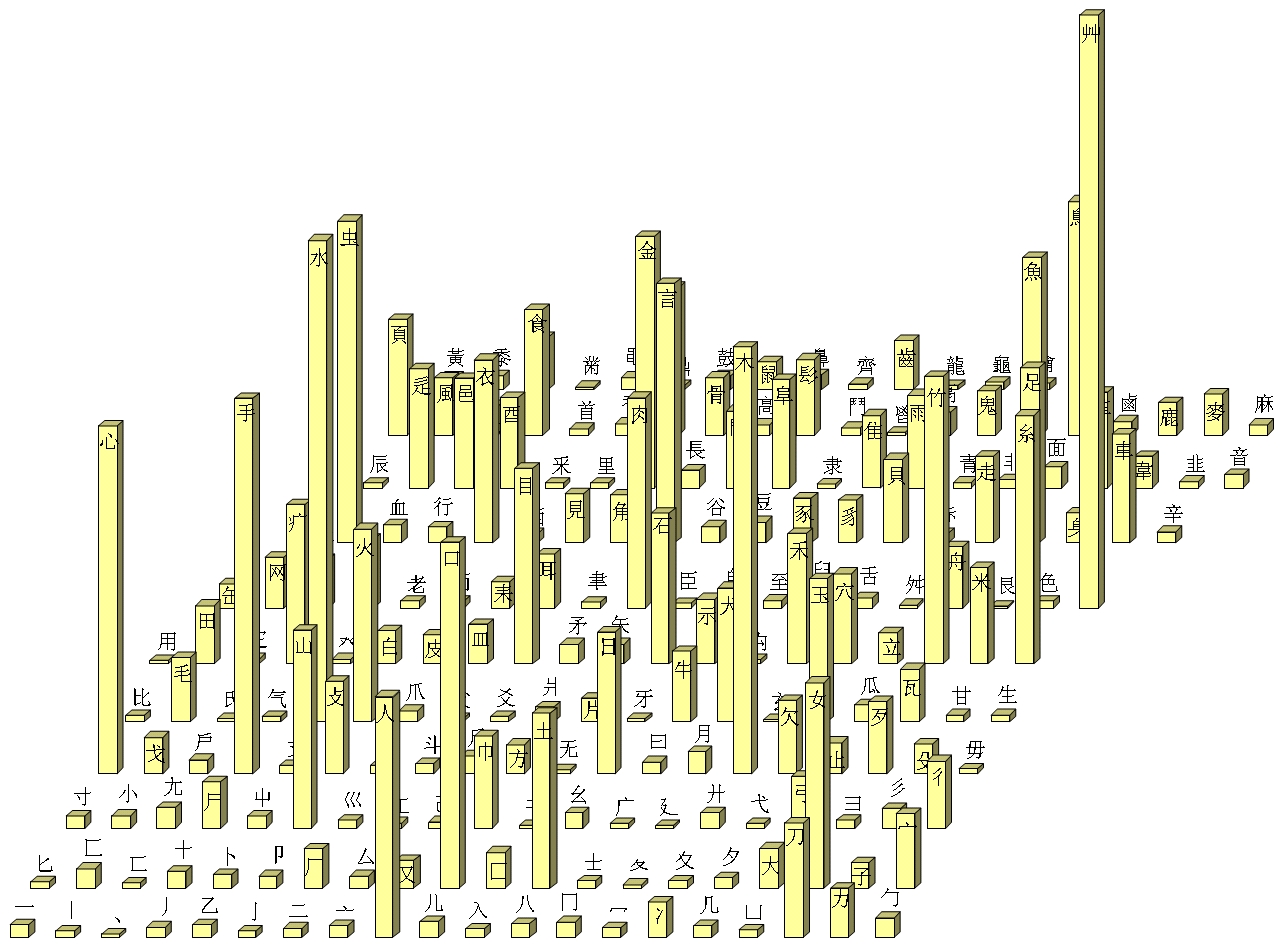
Distribution du nombre d'entrées par clé dans le dictionnaire de caractères de Kangxi

Les parties élémentaires qui émergent de ces découpages sont parfois qualifiées de « radicaux ». Un kanji se décompose en une somme de radicaux dont l'un d'entre eux est considéré, par convention, comme principal ; ce radical principal est appelé « clé » (部首, bushu).
Les clés permettent de classer les kanjis, en les regroupant sous autant de sections qu'il y a de clés, lesquelles se rangent dans un ordre qui suit la table des clés que l'on trouve typiquement au tout début d'un dictionnaire ; les clés y sont listées dans l'ordre croissant de leur nombre de traits. Selon les dictionnaires, le nombre de clés et leurs affectations aux kanjis peuvent présenter quelques différences, mais celles-ci demeurent tout à fait mineures ; aussi les principaux ouvrages s'accordent-ils sur un effectif légèrement supérieur à deux-cents clés.
Les clés se situent généralement sur l'un des sept emplacements classiques qui incluent les emplacements précités hen et tsukuri (cf. table 2 ci-dessous). En outre, certaines clés ont plusieurs formes possibles, souvent en fonction de l'emplacement qu'elles occupent. Par exemple, la clé 手 voit sa forme changée en 扌 lorsqu'elle est positionnée sur la partie gauche du caractère (hen). En japonais, il est courant de désigner par des appellations distinctes chacune de ces variantes.
| Kanji | Hen       | Tsukuri   | Clé | Remarque              |
| ----- | --------- | --------- | --- | --------------------- |
| 引    | 弓        | 丨        | 弓  |                       |
| 依    | 亻        | 衣        | 亻  | Variante de la clé 人 |
| 締    | 糸        | 帝        | 糸  |                       |
| 竹    | insécable | insécable | 竹  |                       |
| 則    | 貝        | 刂        | 刂  | Variante de la clé 刀 |
| 順    | 川        | 頁        | 頁  |                       |

| Clé                        | Nom japonais de la clé | Emplacement de la clé            | Exemple d'utilisation |
| -------------------------- | ---------------------- | -------------------------------- | --------------------- |
| 忄 (variante de la clé 心) | risshinben             | À gauche (偏, hen)               | 恒                    |
| 阝 (variante de la clé 邑) | ōzato                  | À droite (旁, tsukuri)           | 部                    |
| ⻗ (variante de la clé 雨) | amekanmuri             | Au-dessus (冠, kanmuri)          | 雪                    |
| 心                         | kokoro                 | En dessous (脚, ashi)            | 思                    |
| 尸                         | shikabane              | En haut et à gauche (垂, tare)   | 尽                    |
| 廴                         | ennyō                  | À gauche et en dessous (繞, nyō) | 延                    |
| 門                         | mongamae               | Pourtour (構, kamae)             | 間                    |

### Rechercher un kanji dans un dictionnaire
Traditionnellement, la recherche d'un kanji dans un dictionnaire papier, organisé par clés, s'effectue selon la méthode suivante : si l'on connait au moins une lecture du kanji en question, on utilise l'index des lectures (onkun sakuin) pour trouver la page du dictionnaire correspondant à ce kanji ; c'est généralement la méthode de recherche la plus rapide. Si on ne connait aucune lecture du caractère recherché, mais que l'on pense avoir identifié sa clé, on cible ses recherches dans la section du dictionnaire correspondant à cette clé, en utilisant le nombre de traits pour trouver le kanji. Si, enfin, on ignore à la fois les lectures et la clé du kanji, on utilise l'index des kanjis par nombre de traits (sōkaku sakuin) ; cette ultime approche peut se révéler pénible.
Il existe néanmoins quelques dictionnaires qui classent les kanjis dans l'ordre des sons japonais (a, i, u, e, o, ka, ki, etc.). Toutefois, puisque que la plupart des kanjis ont plusieurs lectures, le dictionnaire a du choisir pour chaque kanji une lecture « de référence », le plus souvent la lecture la plus commune parmi ses lectures on. Les différents index d'un tel dictionnaire, y compris un index organisé par clé, demeurent utiles pour trouver un kanji que l'on ne maîtrise pas.

### Méthodes non traditionnelles pour rechercher un caractère
En sus des approches traditionnelles, des linguistes ont proposé de nouvelles méthodes pour rechercher les kanjis, comme la méthode SKIP du chercheur Jack Halpern qui, dans son principe, demande uniquement de compter les traits et d'identifier leur type de disposition parmi un nombre restreint de modèles. Cette approche vise d'abord un public non natif ignorant peu ou prou tout des clés et les lectures.
Enfin, les dictionnaires électroniques utilisent les numéros des points de code (dans les standards JIS ou Unicode) comme critère de classement et de recherche ; ils offrent souvent aussi la possibilité de chercher la lecture d'un kanji ou d'un mot à partir de caractères tracés à la main (stylet, souris, etc.).

## Normalisations

### Premières tentatives de réformes
Avec l'industrialisation du Japon, émergea le débat quant à la nécessité de simplifier l'écriture. Fukuzawa Yukichi, un penseur majeur de la Restauration de Meiji, proposa en 1873 de réduire dans un premier temps le nombre de kanjis, dans l'essai 文字之教 (De l'enseignement des caractères). Certaines propositions plus extrêmes furent faites, comme celle de Nishi Amane, en 1874, d'écrire le japonais en lettre latines, mais cette idée ne rencontra que peu de succès.
En novembre 1922, une commission gouvernementale (臨時国語調査会) établit une liste de 1 962 kanjis, appelés kanjis d'usage courant (常用漢字, jōyō kanji), publiée au journal officiel l'année suivante, mais cette décision ne fut pas appliquée notamment en raison des difficultés rencontrées par les autorités à la suite du grand séisme du Kantō de 1923. Une nouvelle tentative cependant fut faite en 1942 de limiter les kanjis avec l'avis rendu par le Conseil de la Langue japonaise (国語審議会) qui préconisa d'adopter une liste de 2 528 kanjis. Toutefois, les oppositions furent nombreuses tandis que les difficultés liées à la guerre s'amoncelaient ; la proposition ne fut pas suivie par le Cabinet.
Une réforme qui fut réellement appliquée ne concerne pas les kanjis, mais les hiraganas, dont les formes alternatives (hentaigana) furent rendues obsolètes dès 1900.

### Contexte historique d'après-guerre
Le Japon fut occupé par l'armée américaine après la fin de la Seconde Guerre mondiale en septembre 1945 ; bien que l'empereur et les institutions civiles soient demeurées en place, le gouvernement japonais fut placé sous le contrôle des forces d'occupation commandées par Douglas MacArthur.
L'occupant poussa à la réalisation de nombreuses réformes, notamment celle du système d'écriture. La section au sein des forces d'occupation chargée de l'éducation recommanda d'adopter un système d'écriture basé sur l'alphabet latin ; cette recommandation trouve ses sources dans le rapport Education in Japan, qui est principalement dû au colonel Robert K. Hall. L'opinion selon laquelle l'utilisation des kanjis rendrait pour beaucoup l'apprentissage et la maîtrise de l'écriture japonaise trop difficile était une des justifications mises en avant par les Américains pour expliquer le « manque de démocratie » dont aurait souffert le Japon. L'idée directrice était de mettre un terme à l'utilisation des kanjis, et devant l'impossibilité pratique de mettre en place cette abolition du jour au lendemain, il fut demandé au gouvernement japonais de limiter l'usage des kanjis à une liste restreinte de caractères, avec le dessein d'en diminuer davantage l'effectif, progressivement, dans le futur.
Le gouvernement japonais exécuta la réforme voulue par l'occupant, sans toutefois ouvertement promouvoir l'abolition des kanjis, trouvant une forme de compromis entre les positions américaines initiales et les précédentes tentatives infructueuses de limitation du nombre de kanjis — en particulier la liste de 1942. Deux commissions, tour à tour, travaillèrent à la hâte à produire la liste officielle des kanjis. La première commission, particulièrement « ambitieuse », proposa une liste très restreinte de 1 295 caractères ; elle avait même prévu initialement d'étudier la possibilité d'abolir les kanjis pour les noms propres. La seconde commission (de juin à octobre 1946), dirigée par l'homme de lettres Yūzō Yamamoto, proposa in fine une liste de 1 850 caractères qui fut nommée « liste de kanjis à usage provisoire » (当用漢字表, tōyō kanji hyō). Dès novembre 1946, cette liste fut entérinée par le Cabinet.
Afin de soutenir la thèse selon laquelle les Japonais souffriraient d'une maîtrise insuffisante de leur écriture, les Américains confièrent à l'officier John Pelzel (ja) la responsabilité de faire réaliser une étude de grande ampleur sur l'illettrisme. Cette étude, menée sur 16 814 personnes — choisies aléatoirement sur les listes de rationnement — montra en 1948 un taux d'illettrisme de seulement 2,1 %, ce qui constitue un niveau très bas pour l'époque, à l'opposé des préjugés initiaux.

### Tōyō kanji(1946)
La liste des 1 850 tōyō kanji officiels vit le jour en 1946, mais la réforme n'était pas complète à ce stade. En effet, la liste se borna à définir les kanjis (plus exactement les classes de kanjis) dont l'usage serait autorisé dans les textes officiels, les médias et la société en général ; elle indiqua que les formes et les lectures officielles auraient à être fixées ultérieurement. Les décrets suivants vinrent ainsi en complément :
- table des lectures des tōyō kanji en 1948 (augmentée en 1973) ;
- définition des kanjis de la scolarité obligatoire en 1948 (881 kanjis dans un premier temps, connus sous le terme de kyōiku kanji, affectés plus tard aux six années de l'enseignement primaire) ;
- formes des tōyō kanji en 1949, qui officialisèrent les formes simplifiées[43].

Le degré de coercition de cette réforme fut fort. Le décret de 1946 indique en effet que les mots s'écrivant initialement avec des kanjis hors-liste doivent être remplacés par des synonymes, ou bien écrits en syllabaires sans leurs kanjis ; les furigana sont de surcroît proscrits. Les domaines spécialisés furent par ailleurs invités à revoir leur terminologie afin de ne pas devoir recourir à des kanjis hors-liste.
Avec ces restrictions, de nombreux mots, notamment des termes sinoxéniques, ne purent donc plus s'écrire entièrement en kanjis ; apparut le phénomène des « écritures mélangées » (par exemple き損 au lieu de l'écriture originale 毀損) qui rendent parfois la lecture difficile. Pour limiter le nombre de ces hybrides, les autorités publièrent un rapport, en 1956, qui encouragea des changements orthographiques consistant à puiser dans les caractères officiels pour remplacer les kanjis hors-liste. Par exemple 廻転 (rotation) devint 回転, 慰藉料 (dommages et intérêts) devint 慰謝料.
En outre, en 1948, la législation nipponne sur le registre familial (koseki) limita aux tōyō kanji les kanjis autorisés pour déclarer les nouveau-nés. De fait, un nombre important de kanjis jusqu'alors fréquents pour les prénoms se retrouva exclu des possibilités pour nommer les enfants. Face aux critiques et aux plaintes, le gouvernement autorisa par ordonnance, en 1951, une liste supplémentaire de 92 kanjis. Ces kanjis spécifiquement autorisés pour les prénoms sont connus sous le terme de jinmeiyō kanji ; leur nombre est allé croissant d'ajouts en ajouts (cf. section dédiée).

### Formes simplifiées (shinjitai)
Environ un cinquième des formes des tōyō kanji (publiées en 1949) est simplifié par rapport aux formes d'impression traditionnelles jusqu'alors en vigueur (formes quasi-Kangxi). Ces formes furent appelées formes nouvelles (新字体, shinjitai) et leurs contreparties traditionnelles formes anciennes (旧字体, kyūjitai).
En incluant certains changements mineurs affectant le design des polices de caractères dans le style d'impression minchōtai, le dictionnaire publié en 1954 Shin wa-ei daijiten (p. 2128 et suivante) recense 740 évolutions au sein des 1 850 tōyō kanji.
Les formes anciennes ne furent pas pour autant rendues totalement obsolètes, car le décret n'imposa pas de changer en particulier les noms de famille qui nécessitent ces formes. Les formes « nouvelles » sont en fait pour la plupart des variantes qui sont des « formes abrégées » ayant elles-mêmes une longue tradition notamment dans le domaine de l'écriture manuscrite, même si certaines simplifications opérées, telles 臭 devenant 臭 ou 從 devenant 従, dénotent par leurs caractères inédits et contraires aux étymologies. Pour ces derniers, de nouveaux caractères d'imprimerie durent être forgés.

### Kanjis d'usage courant (1981)
En dépit de la nature provisoire des tōyō kanji, ces derniers restèrent en vigueur 35 ans. En 1981, une nouvelle liste de kanjis officiels vint en remplacement : il s'agit des kanjis d'usage courant (常用漢字, jōyō kanji). Le nombre de kanjis augmenta quelque peu avec 1 945 caractères au total. Cette liste est décrite comme un « objectif » — en non une règle absolue — qui n'a pas pour vocation de réguler les usages dans les domaines scientifiques, artistiques et les autres domaines spécialisés. En outre, l'usage de furigana pour indiquer les lectures de kanjis situés en dehors de la liste officielle ne fut plus banni, redonnant ainsi une certaine légitimité à cette pratique ; l'idée de limiter fermement le nombre de kanjis, voire de s'acheminer progressivement vers l'abolition des kanjis fut de facto enterrée avec cette réforme.
Les 1 945 formes canoniques (通用字体, tsūyō jitai) des jōyō kanji conservent les formes simplifiées (shinjitai) des tōyō kanji, tandis qu'une simplification supplémentaire est apportée au kanji 燈, remplacé par 灯 ; les formes des 95 kanjis ajoutés par cette réforme sont cohérentes avec les formes simplifiées, le cas échéant (cf. 褐, 挟, etc.).
Par ailleurs, quelques remaniements eurent lieu au niveau des lectures : une lecture kun est ajoutée au kanji 危 (ayabumu), la lecture kun de 盲 (mekura) est ôtée, etc.
Cette liste fut revue et augmentée en 2010 (cf. section dédiée).

### Formes standard pour l'impression (2000)
En 2000, sont définies les 印刷標準字体 (insatsu hyōjun jitai), formes (ossatures) standard pour l'impression de 1 022 kanjis situés en dehors des jōyō kanji, accompagnées de 22 variantes autorisées (kan'i kan'yō jitai). Ces kanjis ont été retenus pour leur relatif haut degré de fréquence d'utilisation, en dépit de leur absence de la liste des jōyō kanji de l'époque ; cela signifie que, pour l'essentiel, les kanjis exclus à la fois des jōyō kanji et de cette liste complémentaire sont d'une importance relativement négligeable dans le cadre du japonais contemporain (noms propres mis à part).
Fait nouveau parmi les réformes du XXe siècle, les formes choisies comme standard sont les formes traditionnelles (formes quasi-Kangxi). En outre, de nombreuses variantes, telles 涜 (pour 瀆) ou 掴 (pour 摑) qui suivent pourtant la même logique que les simplifications validées après-guerre (賣⇒売 ; 國⇒国), n'ont pas été retenues comme variantes autorisées, car elles étaient trop rares chez les éditeurs, en dépit de leur prédominance dans les logiciels grand-public de traitement de texte d'alors. Le jeu de caractères codés JIS X 0213 a connu une profonde révision en 2004 pour refléter les choix de ces formes standard.

### Liste actuelle des kanjis d'usage courant
Le développement des ordinateurs personnels et des téléphones mobiles donne accès au grand-public à de nombreux kanjis non officiels, mais fort utiles. En réponse, l'Agence pour les Affaires culturelles a proposé le 7 juin 2010 une révision de la liste des jōyō kanji de 1981, laquelle fut promulguée par le Cabinet le 30 novembre de la même année. Ainsi, l'effectif des kanjis officiels passe à 2 136, par l'ajout de 196 caractères et le retrait de cinq caractères jugés trop rares. Des ajouts ou suppressions sont également apportés au niveau des lectures.
Une forme canonique par kanji (par classe de kanjis) est fixée, soit 2 136 formes. Pour les nouveaux kanjis ajoutés en 2010, leurs formes canoniques sont dans l'ensemble des formes traditionnelles, dans la lignée de l'avis rendu en 2000. Par exemple, les formes 塡 ou 頰 sont choisies plutôt que les variantes 填 et 頬.

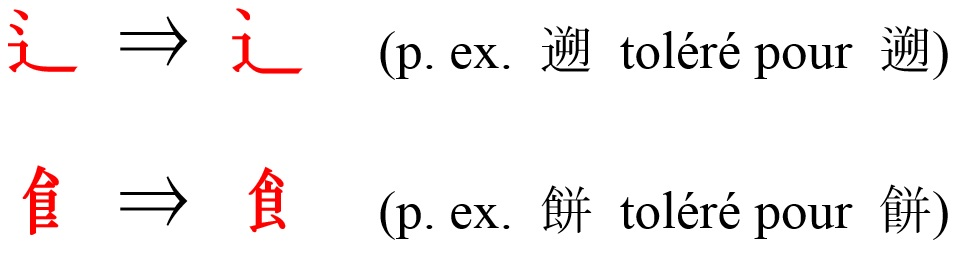
Variantes tolérées (exemples).

En ce qui concerne l'écriture manuscrite, certaines variantes, en général plus simples que les formes canoniques, sont reconnues voire indiquées comme préférables. La reconnaissance de formes (ossatures) différentes entre l'écriture manuscrite et les caractères pour l'impression constitue une nouveauté par rapport aux réformes précédentes. En outre, les cinq kanjis 遡, 遜, 謎, 餅 et 餌 ont des variantes tolérées (cf. illustration ci-contre). Autre fait nouveau par rapport aux précédentes directives, le rapport de l'Agence précise qu'en raison de l'usage contemporain généralisé des outils informatiques, l'esprit de cette réforme n'est pas d'exiger la capacité à écrire à la main, de mémoire, tous les kanjis de la liste ; néanmoins, il n'est pas précisé quels seraient les kanjis « difficiles » susceptibles de faire l'objet de cette exemption.
Le document officiel notifiant les jōyō kanji se compose d'une introduction donnant des explications sur la liste, d'une liste principale — introduisant les formes et les lectures des 2 136 caractères accompagnées d'exemples lexicaux —, ainsi que d'une liste secondaire, relativement courte, appelée fuhyō ; cette dernière comporte principalement des jukujikun (田舎 → inaka, 五月雨 → samidare, etc.) et des mots ayant subi des modifications phonétiques (意気地 → ikuji, 心地 → kokochi, etc.) ou faisant appel à des lectures absentes de la liste principale (伝馬船 → tenmasen, 浮気 → uwaki, etc.). La liste fuhyō contient peu d'usages de ce que l'on pourrait stricto sensu qualifier d'ateji.
Il s'ensuit que, en dehors des noms propres, un grand nombre de mots considérés comme des ateji ou des jukujikun n'ont pas leur place dans les textes de l'administration, car absents de la liste fuhyō. Par exemple, le jukujikun 明後日 (asatte, « après-demain ») n'est pas officiel.

### Prénoms et kanjis
Les prénoms contemporains des Japonais sont composés d'un ou plusieurs kanjis (au plus trois, sauf exception) ou, plus rarement, de kanas voire d'une combinaison des deux. À la suite de la dernière modification en 2017, 2 999 kanjis au total sont autorisés pour les prénoms des nouveau-nés, parmi lesquels on compte 230 variantes, c'est-à-dire qu'il y a 2 769 classes de kanjis autorisées pour les prénoms, dont tous les jōyō kanji (2 136 classes) ainsi que 633 autres classes (jinmeiyō kanji). La majorité des 230 variantes sont des formes anciennes (kyūjitai) de jōyō kanji. Parmi les kanjis autorisés, certains caractères ne se prêtent guère, en raison de leur sens, à être employés dans les prénoms, ce qui restreint quelque peu le nombre de kanjis disponibles en pratique. Toutefois, pour peu que les caractères soient inclus dans les listes précitées, il est extrêmement rare que des prénoms soient refusés par les fonctionnaires de l'état civil, la jurisprudence n'empêchant en principe que de déclarer un prénom identique à celui du père ou de la mère, ou un prénom constituant une atteinte évidente aux droits de l'enfant.
La majorité des prénoms japonais suivent, en pratique, les lectures répertoriées dans les dictionnaires de kanjis, qu'elles soient kun, on, ou spécifiques aux prénoms. Ces dernières sont connues sous le terme de 名乗り (nanori) ; on peut citer kazu pour le kanji 和, nori pour 紀, mitsu pour 光, etc. La multiplicité des kanjis et des lectures fait qu'il existe une grande variété de prénoms au Japon, à tel point que les situations où une personne n'arrive pas à lire le prénom d'une autre sont fréquentes. Cela s'est accentué à partir des années 1990 et 2000, en raison d'une augmentation des usages non conventionnels, comme des lectures abrégées ou encore inspirées par la langue anglaise ; la « mode » pour ce type de prénoms, désignés par le terme peu valorisant de kirakira-nēmu, a commencé à refluer après sa médiatisation à partir des années 2010.
L'état civil japonais est géré via les registres familiaux (koseki) ; le nom (氏名, shimei, nom de famille et prénom) des Japonais étant généralement une chaîne de kanjis, sa lecture n'est pas univoque. À partir de 2025, les koseki de tous les Japonais (vivant) incluent des champs supplémentaires en kanas, dits shimei no furigana, pour préciser les lectures des noms. La loi indique que « les lectures des caractères utilisés pour écrire les noms doivent correspondre à des lectures généralement admises », comme celles que l'on trouve dans les dictionnaires de kanjis. En pratique, les restrictions quant aux lectures ne s'appliquent pas aux personnes nées (ou ayant obtenu la nationalité japonaise) avant l'entrée en vigueur de cette législation, tant qu'elles peuvent justifier de la réalité de l'utilisation des lectures en question. En outre, pour les Japonais nés après ce changement, les autorités restent globalement permissives et ne rejettent que les cas les plus manifestement trompeurs, c'est-à-dire lorsque la lecture déclarée du prénom et les kanjis qui le composent n'ont ni lien sémantique ni lien phonétique.

### Hyōgai kanji
Les kanjis extérieurs (ou, plus précisément, les formes extérieures) à la liste officielle des jōyō kanji sont généralement appelés hyōgai kanji. Dans la pratique, il n'est pas du tout rare d'utiliser des caractères hyōgai kanji, notamment pour écrire des noms propres (ce qui inclut les prénoms), des termes techniques (en particulier, le vocabulaire médical) ou des mots ou expressions littéraires. Le cas des noms propres mis à part, le recours à ces kanjis dépend de facteurs comme le caractère officiel ou non du document, le public visé, l'existence d'un contexte spécialisé ou de règles liées à une organisation, voire, les habitudes ou choix individuels. Les usages dans presse écrite suivent la liste officielle des jōyō kanji, avec néanmoins quelques petites différences. Souvent, des furigana sont insérés pour préciser comment lire des hyōgai kanji ou des noms propres rares, sans que cela soit systématique.
La plupart des hyōgai kanji qui sont relativement fréquemment rencontrés, en dehors des noms propres, se retrouvent dans la liste des formes standard pour l'impression.

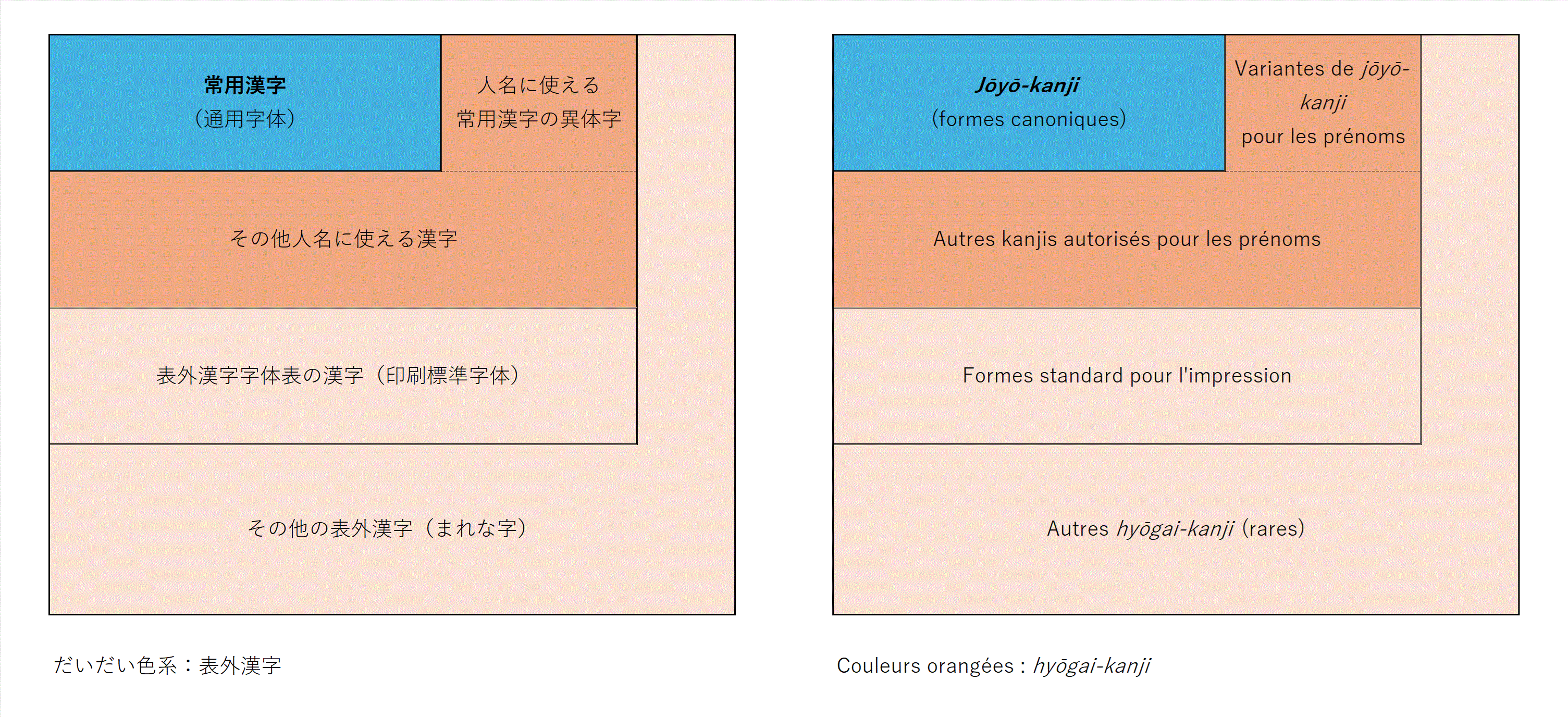
Jōyo kanji et hyōgai kanji

## Apprentissage

### Panel des connaissances souhaitables
Pour chaque kanji, il convient de mémoriser :
- l'ordre et la manière de dessiner ses traits en style régulier (et, corollairement, le nombre de traits) ;
- les lectures japonaises (kun) et sino-japonaises (on), chacune de ces catégories pouvant compter plusieurs lectures différentes ;
- les okurigana inclus dans les lectures kun, le cas échéant ;
- quels sont les mots composés (jukugo) dans lesquels ce kanji est utilisé, y compris, lorsqu'il y en a, les principaux yojijukugo idiomatiques (unités lexicales en quatre kanjis) ;
- les principaux mots requérant des lectures spéciales, lorsqu'il y en a ;
- idéalement, la clé.

De plus, la connaissance des sens (jigi) ou des étymologies (jigen) des caractères peut être utile, en raison notamment de la fréquence au sein des lectures on des homophonies (par exemple, des dizaines de kanjis sont lus kō) et des polysémies (par exemple, le kanji 校, kō, signifie, selon les cas, « école », « comparer » ou « officier »).
La connaissance en profondeur d'un grand nombre de kanjis est aussi une marque de culture. Il existe des examens spécifiques portant sur les kanjis, le plus connu étant le Kanken ; ce dernier permet de mesurer ses compétences selon douze niveaux, allant du niveau d'un élève en première année d'école primaire à celui d'expert. En plus des centres d'examen japonais, il est possible de passer certains niveaux dans quelques grandes villes à l'extérieur du Japon.
En termes de connaissances passives (capacité à lire ou à comprendre globalement), 2 000 ou 2 500 caractères constituent une base suffisante pour lire la plupart des supports écrits sans être particulièrement dépendant des dictionnaires. Cependant, les lecteurs cultivés, sans être nécessairement des passionnés hautement érudis, possèdent généralement une base de connaissances plus proche de 3 000 caractères, voire un peu plus.

### Enseignement des kanjis au Japon

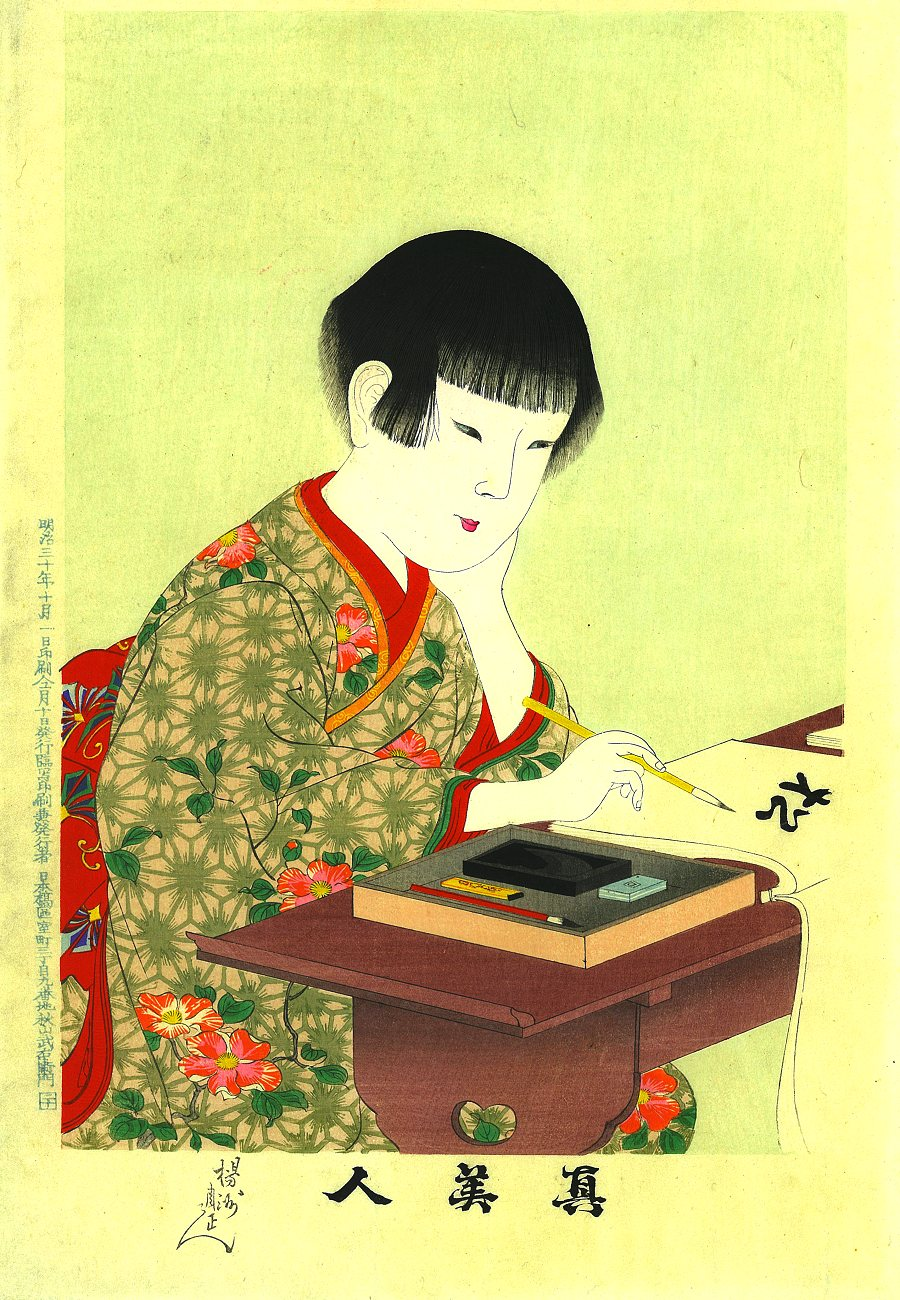
Jeune femme s'exerçant aux kanjis. Estampe sur bois (ukiyo-e) par Yōshū Chikanobu, 1897.

Au Japon, l'apprentissage des 2 136 kanjis d'usage courant (jōyō kanji) requiert les neuf années que compte l'instruction obligatoire, tandis que certaines lectures de ces caractères ne sont enseignées qu'au niveau des lycées.
En particulier, les 1 026 caractères considérés comme les plus élémentaires sont étudiés durant les six années de l'enseignement primaire ; ils sont communément appelés kyōiku kanji. Les kyōiku kanji sont distribués à hauteur d'environ deux-cents caractères par année scolaire, à l'exception des deux premières années — 80 et 160 signes respectivement. Pour chacun de ces kanjis, on montre à l'enfant un ou plusieurs mots dans lesquels on trouve ce caractère (seul ou associé d'autres) ; autrement dit, l'approche ne part pas du caractère pour arriver aux lectures, mais, au contraire, on part de mots que l'enfant connaît en général déjà pour découvrir les kanjis. Logiquement, l'ordre dans lequel les kanjis sont introduits prend en compte le degré de simplicité du vocabulaire qui leur est associé, ce degré allant croissant avec les années. De plus, les kanjis de la première année de l'école primaire ont été sélectionnés aussi pour leur relatif faible nombre de traits.
Le processus est peu intellectualisé : l'enfant acquiert, par la répétition d'exercices d'écriture, des automatismes. En outre, l'ordre des traits et les caractéristiques graphiques (tome, hane, etc.) sont enseignés avec une certaine rigueur, par soucis de lisibilité, de rapidité, et d'esthétique.
Par ailleurs, l'apprentissage des techniques de base de la calligraphie traditionnelle au pinceau se perpétue dans une activité appelée shūji, tandis que les cours de calligraphie (shodō) dispensés dans les lycées abordent les styles cursifs et les grands calligraphes du passé. Toutefois, la pratique de cette discipline ne se limite pas aux domaines scolaire et parascolaire, car la calligraphie, à haut niveau, constitue un art à part entière.

### Cas des personnes non natives
Face à l'apprentissage des kanjis, les personnes non natives désireuses d'étudier le japonais peuvent adopter plusieurs approches, en fonction du niveau qu'elles visent et de leurs dispositions naturelles. Bien qu'il soit possible de communiquer sommairement à l'oral sans particulièrement s'investir dans l'acquisition de connaissances sinographiques, une pratique courante de la langue japonaise requerra la maîtrise d'un ample vocabulaire — à plus forte raison si l'on souhaite approcher le niveau d'un locuteur natif honnêtement cultivé. Ceci implique d'étudier en détail les kanjis et de lire beaucoup, les deux activités se renforçant l'une l'autre.
Une stratégie propre aux personnes non natives, popularisée par les ouvrages de James Heisig, consiste à identifier un ensemble de kanjis de base ou de radicaux qui ont la particularité d'être fortement « productifs », à savoir qu'on les retrouve dans nombre de kanjis plus complexes en tant qu'éléments constitutifs. Pour chacun de ces éléments, l'apprenant commence par mémoriser une signification principale ; par exemple, on retient que 日 signifie « soleil » et 月 « lune ». Dans un second temps, cette méthode invite à retenir de manière mnémotechnique le sens de caractères formés par l'association de ces briques élémentaires. Typiquement, cela consiste à retenir une petite histoire ou une image qui associe les sens des éléments constitutifs avec le sens du kanji en question ; par exemple, le kanji 明 (lumineux), peut se retenir comme étant la combinaison du « soleil » et de la « lune », qui chacun rendent notre ciel « lumineux ». Certaines versions de cette méthode incitent l'apprenant à élaborer lui-même une histoire. Naturellement, ces moyens mnémotechniques ne sont a priori pas basés sur les étymologies (jigen) réelles ou supposées des kanjis.
En suivant ce procédé, il est possible de retenir sur une durée limitée plusieurs centaines voire milliers de caractères sur la base de l'une de leurs significations. Bien qu'il soit impossible d'utiliser ces connaissances telles quelles pour parler ou écrire le japonais, puisque la méthode ne couvre pas les lectures des caractères, ces connaissances ont néanmoins le potentiel de procurer un avantage certain dans le cadre d'un apprentissage plus général du japonais.

## Exemples de kanjis
Ci-dessous, sont présentés trois kanjis simples, appartenant aux quatre-vingts kanjis au programme de la première année de l'école primaire au Japon (certaines de ces lectures ne sont pas enseignées dès la première année).
```
日
```

- Sens : soleil, jour, etc.
- Lectures officielles (jōyō kanji) on : nichi, jitsu
- Lectures officielles kun : hi, ka
- Clé : 日 (soleil)
- Nombre de traits : 4
- Exemples de mots : 本日 (hon‧jitsu → aujourd'hui) ; 毎日 (mai‧nichi → tous les jours) ; 朝日 (asa‧hi → soleil du matin) ; 十日 (tō‧ka → le dix du mois, dix jours)
- Vocable avec une lecture spéciale (jukujikun) : 明日 (asu → demain)

```
木
```

- Sens : arbre, bois (matière), etc.
- Lectures officielles on : boku, moku
- Lectures officielles kun : ki, ko
- Clé : 木 (arbre)
- Nombre de traits : 4
- Exemples de mots : 木 (ki → arbre) ; 木星 (moku‧sei → Jupiter[cn]) ; 木曜日 (moku‧yō‧bi → jeudi)
- Vocable avec une lecture spéciale (onhenka) : 木綿 (mo‧men → coton)

```
本
```

- Sens : livre, racine, base, origine, compteur pour objets cylindriques, etc.
- Lecture officielle on : hon
- Lecture officielle kun : moto
- Clé : 木 (arbre)
- Nombre de traits : 5
- Exemples de mots : 本 (hon → livre) ; 山本 (Yama‧moto → un nom de famille) ; 基本 (ki‧hon → fondation, base)
- Exemple de yojijukugo : 本末転倒 (hon‧matsu‧ten‧tō → mettre la charrue avant les bœufs)